# Liste des planètes mineures non numérotées découvertes en avril 2020
Pour un article plus général, voir Liste des planètes mineures non numérotées découvertes en 2020.
Pour un article plus général, voir Liste des planètes mineures.
Cet article dresse la liste des planètes mineures (astéroïdes, centaures, objets transneptuniens et assimilés) non numérotées découvertes en avril 2020 dans l'ordre de leur découverte.
Au 15 janvier 2025, 661 077 des 1 434 993 planètes mineures répertoriées par le Centre des planètes mineures ne sont pas encore numérotées, soit 46,07 %.

## Rappel concernant la désignation provisoire
La désignation provisoire indique l'ordre de découverte de ces objets. En effet, cette désignation est composée de l'année de découverte (par exemple 2020) suivie de la quinzaine (demi-mois) de découverte (p.e. A = 1-15 janvier) puis de l'ordre de découverte dans cette quinzaine. Cet ordre est indiqué par une lettre et éventuellement un chiffre comme suit : A pour la première découverte, B pour la deuxième, ..., Z pour la 25e (le I n'est pas utilisé pour éviter la confusion avec 1), A1 pour la 26e, B1 pour la 27e, etc. , Z1 pour la 50e, A2 pour la 51e, B2 pour la 52e, etc. L'ordre de la numérotation ne suit donc pas l'ordre alphanumérique. 2020 AA1 suit ainsi 2020 AZ et précède 2020 AB1.

## Liste

### Du1erau 15 avril 2020
- 2020 GB
- 2020 GC
- 2020 GD
- 2020 GE
- 2020 GF
- 2020 GG
- 2020 GH
- 2020 GJ
- 2020 GK
- 2020 GL
- 2020 GM
- 2020 GN
- 2020 GO
- 2020 GP
- 2020 GQ
- 2020 GR
- 2020 GS
- 2020 GT
- 2020 GU
- 2020 GV
- 2020 GW
- 2020 GX
- 2020 GY
- 2020 GZ
- 2020 GA1
- 2020 GB1
- 2020 GC1
- 2020 GD1
- 2020 GE1
- 2020 GF1
- 2020 GG1
- 2020 GH1
- 2020 GJ1
- 2020 GK1
- 2020 GL1
- 2020 GM1
- 2020 GN1
- 2020 GO1
- 2020 GP1
- 2020 GQ1
- 2020 GR1
- 2020 GS1
- 2020 GT1
- 2020 GU1
- 2020 GV1
- 2020 GW1
- 2020 GX1
- 2020 GY1
- 2020 GZ1
- 2020 GA2
- 2020 GB2
- 2020 GC2
- 2020 GD2
- 2020 GE2
- 2020 GF2
- 2020 GG2
- 2020 GH2
- 2020 GJ2
- 2020 GK2
- 2020 GM2
- 2020 GN2
- 2020 GO2
- 2020 GP2
- 2020 GQ2
- 2020 GR2
- 2020 GS2
- 2020 GT2
- 2020 GU2
- 2020 GV2
- 2020 GW2
- 2020 GX2
- 2020 GY2
- 2020 GZ2
- 2020 GA3
- 2020 GB3
- 2020 GC3
- 2020 GD3
- 2020 GE3
- 2020 GF3
- 2020 GK3
- 2020 GM3
- 2020 GP3
- 2020 GS3
- 2020 GT3
- 2020 GV3
- 2020 GW3
- 2020 GX3
- 2020 GA4
- 2020 GC4
- 2020 GD4
- 2020 GE4
- 2020 GF4
- 2020 GH4
- 2020 GL4
- 2020 GM4
- 2020 GN4
- 2020 GW4
- 2020 GX4
- 2020 GZ4
- 2020 GA5
- 2020 GE5
- 2020 GF5
- 2020 GG5
- 2020 GH5
- 2020 GJ5
- 2020 GK5
- 2020 GN5
- 2020 GO5
- 2020 GQ5
- 2020 GT5
- 2020 GV5
- 2020 GY5
- 2020 GA6
- 2020 GB6
- 2020 GC6
- 2020 GH6
- 2020 GO6
- 2020 GP6
- 2020 GQ6
- 2020 GR6
- 2020 GW6
- 2020 GX6
- 2020 GF7
- 2020 GG7
- 2020 GK7
- 2020 GR7
- 2020 GT7
- 2020 GU7
- 2020 GW7
- 2020 GY7
- 2020 GZ7
- 2020 GA8
- 2020 GB8
- 2020 GF8
- 2020 GH8
- 2020 GK8
- 2020 GL8
- 2020 GM8
- 2020 GP8
- 2020 GQ8
- 2020 GR8
- 2020 GT8
- 2020 GW8
- 2020 GX8
- 2020 GY8
- 2020 GA9
- 2020 GB9
- 2020 GC9
- 2020 GE9
- 2020 GF9
- 2020 GG9
- 2020 GH9
- 2020 GJ9
- 2020 GL9
- 2020 GM9
- 2020 GO9
- 2020 GP9
- 2020 GQ9
- 2020 GR9
- 2020 GS9
- 2020 GT9
- 2020 GU9
- 2020 GV9
- 2020 GW9
- 2020 GX9
- 2020 GY9
- 2020 GZ9
- 2020 GA10
- 2020 GB10
- 2020 GC10
- 2020 GD10
- 2020 GE10
- 2020 GF10
- 2020 GG10
- 2020 GH10
- 2020 GJ10
- 2020 GK10
- 2020 GM10
- 2020 GN10
- 2020 GO10
- 2020 GP10
- 2020 GQ10
- 2020 GR10
- 2020 GS10
- 2020 GT10
- 2020 GU10
- 2020 GV10
- 2020 GW10
- 2020 GX10
- 2020 GY10
- 2020 GZ10
- 2020 GA11
- 2020 GB11
- 2020 GC11
- 2020 GD11
- 2020 GE11
- 2020 GF11
- 2020 GG11
- 2020 GH11
- 2020 GJ11
- 2020 GM11
- 2020 GN11
- 2020 GO11
- 2020 GP11
- 2020 GQ11
- 2020 GR11
- 2020 GS11
- 2020 GT11
- 2020 GU11
- 2020 GW11
- 2020 GX11
- 2020 GY11
- 2020 GZ11
- 2020 GA12
- 2020 GB12
- 2020 GC12
- 2020 GD12
- 2020 GE12
- 2020 GF12
- 2020 GG12
- 2020 GH12
- 2020 GJ12
- 2020 GK12
- 2020 GL12
- 2020 GM12
- 2020 GN12
- 2020 GO12
- 2020 GP12
- 2020 GQ12
- 2020 GR12
- 2020 GS12
- 2020 GT12
- 2020 GU12
- 2020 GV12
- 2020 GX12
- 2020 GY12
- 2020 GZ12
- 2020 GA13
- 2020 GB13
- 2020 GD13
- 2020 GE13
- 2020 GF13
- 2020 GG13
- 2020 GH13
- 2020 GJ13
- 2020 GK13
- 2020 GL13
- 2020 GN13
- 2020 GO13
- 2020 GP13
- 2020 GQ13
- 2020 GR13
- 2020 GS13
- 2020 GT13
- 2020 GU13
- 2020 GV13
- 2020 GW13
- 2020 GX13
- 2020 GY13
- 2020 GZ13
- 2020 GA14
- 2020 GB14
- 2020 GC14
- 2020 GE14
- 2020 GF14
- 2020 GG14
- 2020 GJ14
- 2020 GK14
- 2020 GL14
- 2020 GM14
- 2020 GO14
- 2020 GP14
- 2020 GQ14
- 2020 GR14
- 2020 GS14
- 2020 GT14
- 2020 GU14
- 2020 GW14
- 2020 GX14
- 2020 GY14
- 2020 GZ14
- 2020 GA15
- 2020 GB15
- 2020 GC15
- 2020 GD15
- 2020 GE15
- 2020 GF15
- 2020 GG15
- 2020 GH15
- 2020 GJ15
- 2020 GL15
- 2020 GM15
- 2020 GN15
- 2020 GO15
- 2020 GP15
- 2020 GQ15
- 2020 GR15
- 2020 GS15
- 2020 GU15
- 2020 GV15
- 2020 GW15
- 2020 GX15
- 2020 GY15
- 2020 GZ15
- 2020 GA16
- 2020 GC16
- 2020 GD16
- 2020 GE16
- 2020 GF16
- 2020 GG16
- 2020 GH16
- 2020 GJ16
- 2020 GK16
- 2020 GL16
- 2020 GM16
- 2020 GN16
- 2020 GO16
- 2020 GP16
- 2020 GQ16
- 2020 GR16
- 2020 GS16
- 2020 GT16
- 2020 GV16
- 2020 GW16
- 2020 GX16
- 2020 GY16
- 2020 GZ16
- 2020 GA17
- 2020 GB17
- 2020 GC17
- 2020 GD17
- 2020 GE17
- 2020 GF17
- 2020 GG17
- 2020 GK17
- 2020 GL17
- 2020 GM17
- 2020 GN17
- 2020 GO17
- 2020 GP17
- 2020 GQ17
- 2020 GR17
- 2020 GS17
- 2020 GT17
- 2020 GU17
- 2020 GV17
- 2020 GW17
- 2020 GX17
- 2020 GY17
- 2020 GB18
- 2020 GC18
- 2020 GD18
- 2020 GF18
- 2020 GG18
- 2020 GH18
- 2020 GJ18
- 2020 GK18
- 2020 GL18
- 2020 GM18
- 2020 GN18
- 2020 GO18
- 2020 GP18
- 2020 GQ18
- 2020 GR18
- 2020 GS18
- 2020 GT18
- 2020 GU18
- 2020 GV18
- 2020 GW18
- 2020 GX18
- 2020 GY18
- 2020 GZ18
- 2020 GA19
- 2020 GC19
- 2020 GD19
- 2020 GE19
- 2020 GF19
- 2020 GG19
- 2020 GH19
- 2020 GJ19
- 2020 GK19
- 2020 GL19
- 2020 GM19
- 2020 GN19
- 2020 GO19
- 2020 GQ19
- 2020 GR19
- 2020 GS19
- 2020 GT19
- 2020 GU19
- 2020 GV19
- 2020 GW19
- 2020 GX19
- 2020 GY19
- 2020 GZ19
- 2020 GA20
- 2020 GB20
- 2020 GC20
- 2020 GD20
- 2020 GE20
- 2020 GF20
- 2020 GG20
- 2020 GH20
- 2020 GJ20
- 2020 GK20
- 2020 GL20
- 2020 GM20
- 2020 GN20
- 2020 GR20
- 2020 GS20
- 2020 GT20
- 2020 GU20
- 2020 GV20
- 2020 GY20
- 2020 GZ20
- 2020 GA21
- 2020 GC21
- 2020 GD21
- 2020 GG21
- 2020 GH21
- 2020 GJ21
- 2020 GK21
- 2020 GL21
- 2020 GM21
- 2020 GN21
- 2020 GP21
- 2020 GQ21
- 2020 GR21
- 2020 GS21
- 2020 GT21
- 2020 GU21
- 2020 GV21
- 2020 GW21
- 2020 GX21
- 2020 GY21
- 2020 GZ21
- 2020 GA22
- 2020 GB22
- 2020 GC22
- 2020 GE22
- 2020 GF22
- 2020 GG22
- 2020 GH22
- 2020 GJ22
- 2020 GK22
- 2020 GL22
- 2020 GM22
- 2020 GO22
- 2020 GP22
- 2020 GQ22
- 2020 GR22
- 2020 GS22
- 2020 GT22
- 2020 GU22
- 2020 GV22
- 2020 GW22
- 2020 GX22
- 2020 GZ22
- 2020 GD23
- 2020 GE23
- 2020 GF23
- 2020 GG23
- 2020 GH23
- 2020 GJ23
- 2020 GK23
- 2020 GL23
- 2020 GN23
- 2020 GO23
- 2020 GP23
- 2020 GQ23
- 2020 GR23
- 2020 GS23
- 2020 GT23
- 2020 GX23
- 2020 GZ23
- 2020 GA24
- 2020 GB24
- 2020 GC24
- 2020 GD24
- 2020 GE24
- 2020 GF24
- 2020 GG24
- 2020 GH24
- 2020 GJ24
- 2020 GK24
- 2020 GL24
- 2020 GM24
- 2020 GN24
- 2020 GO24
- 2020 GP24
- 2020 GQ24
- 2020 GR24
- 2020 GS24
- 2020 GT24
- 2020 GU24
- 2020 GV24
- 2020 GX24
- 2020 GY24
- 2020 GA25
- 2020 GC25
- 2020 GD25
- 2020 GE25
- 2020 GF25
- 2020 GG25
- 2020 GH25
- 2020 GJ25
- 2020 GK25
- 2020 GL25
- 2020 GM25
- 2020 GN25
- 2020 GO25
- 2020 GP25
- 2020 GQ25
- 2020 GR25
- 2020 GS25
- 2020 GU25
- 2020 GV25
- 2020 GX25
- 2020 GY25
- 2020 GZ25
- 2020 GA26
- 2020 GB26
- 2020 GC26
- 2020 GD26
- 2020 GF26
- 2020 GH26
- 2020 GJ26
- 2020 GK26
- 2020 GL26
- 2020 GM26
- 2020 GN26
- 2020 GO26
- 2020 GP26
- 2020 GQ26
- 2020 GR26
- 2020 GT26
- 2020 GU26
- 2020 GV26
- 2020 GW26
- 2020 GX26
- 2020 GY26
- 2020 GB27
- 2020 GE27
- 2020 GF27
- 2020 GG27
- 2020 GJ27
- 2020 GK27
- 2020 GL27
- 2020 GM27
- 2020 GO27
- 2020 GP27
- 2020 GQ27
- 2020 GR27
- 2020 GS27
- 2020 GT27
- 2020 GU27
- 2020 GV27
- 2020 GW27
- 2020 GX27
- 2020 GY27
- 2020 GZ27
- 2020 GA28
- 2020 GB28
- 2020 GC28
- 2020 GF28
- 2020 GG28
- 2020 GH28
- 2020 GJ28
- 2020 GK28
- 2020 GL28
- 2020 GM28
- 2020 GN28
- 2020 GO28
- 2020 GP28
- 2020 GQ28
- 2020 GR28
- 2020 GS28
- 2020 GT28
- 2020 GU28
- 2020 GV28
- 2020 GX28
- 2020 GA29
- 2020 GB29
- 2020 GC29
- 2020 GD29
- 2020 GF29
- 2020 GG29
- 2020 GH29
- 2020 GJ29
- 2020 GK29
- 2020 GL29
- 2020 GN29
- 2020 GO29
- 2020 GP29
- 2020 GQ29
- 2020 GS29
- 2020 GT29
- 2020 GU29
- 2020 GV29
- 2020 GX29
- 2020 GY29
- 2020 GZ29
- 2020 GA30
- 2020 GB30
- 2020 GC30
- 2020 GD30
- 2020 GE30
- 2020 GF30
- 2020 GG30
- 2020 GH30
- 2020 GJ30
- 2020 GL30
- 2020 GM30
- 2020 GN30
- 2020 GO30
- 2020 GP30
- 2020 GQ30
- 2020 GR30
- 2020 GS30
- 2020 GT30
- 2020 GU30
- 2020 GW30
- 2020 GY30
- 2020 GZ30
- 2020 GA31
- 2020 GC31
- 2020 GD31
- 2020 GE31
- 2020 GF31
- 2020 GG31
- 2020 GH31
- 2020 GJ31
- 2020 GK31
- 2020 GL31
- 2020 GN31
- 2020 GO31
- 2020 GP31
- 2020 GQ31
- 2020 GR31
- 2020 GS31
- 2020 GT31
- 2020 GU31
- 2020 GV31
- 2020 GW31
- 2020 GX31
- 2020 GY31
- 2020 GZ31
- 2020 GB32
- 2020 GC32
- 2020 GD32
- 2020 GE32
- 2020 GF32
- 2020 GG32
- 2020 GJ32
- 2020 GK32
- 2020 GL32
- 2020 GM32
- 2020 GN32
- 2020 GO32
- 2020 GP32
- 2020 GR32
- 2020 GS32
- 2020 GT32
- 2020 GU32
- 2020 GV32
- 2020 GW32
- 2020 GX32
- 2020 GZ32
- 2020 GA33
- 2020 GB33
- 2020 GC33
- 2020 GD33
- 2020 GE33
- 2020 GF33
- 2020 GG33
- 2020 GJ33
- 2020 GK33
- 2020 GL33
- 2020 GM33
- 2020 GN33
- 2020 GO33
- 2020 GP33
- 2020 GQ33
- 2020 GR33
- 2020 GS33
- 2020 GT33
- 2020 GU33
- 2020 GW33
- 2020 GX33
- 2020 GY33
- 2020 GZ33
- 2020 GA34
- 2020 GB34
- 2020 GC34
- 2020 GD34
- 2020 GE34
- 2020 GF34
- 2020 GG34
- 2020 GH34
- 2020 GJ34
- 2020 GK34
- 2020 GL34
- 2020 GM34
- 2020 GN34
- 2020 GO34
- 2020 GQ34
- 2020 GR34
- 2020 GS34
- 2020 GT34
- 2020 GU34
- 2020 GV34
- 2020 GW34
- 2020 GX34
- 2020 GY34
- 2020 GZ34
- 2020 GA35
- 2020 GB35
- 2020 GC35
- 2020 GD35
- 2020 GE35

### Du 16 au 30 avril 2020
- 2020 HA
- 2020 HB
- 2020 HD
- 2020 HE
- 2020 HF
- 2020 HG
- 2020 HH
- 2020 HJ
- 2020 HK
- 2020 HL
- 2020 HM
- 2020 HN
- 2020 HO
- 2020 HP
- 2020 HQ
- 2020 HR
- 2020 HT
- 2020 HU
- 2020 HV
- 2020 HW
- 2020 HX
- 2020 HY
- 2020 HZ
- 2020 HA1
- 2020 HB1
- 2020 HC1
- 2020 HD1
- 2020 HE1
- 2020 HH1
- 2020 HJ1
- 2020 HK1
- 2020 HL1
- 2020 HM1
- 2020 HN1
- 2020 HO1
- 2020 HP1
- 2020 HQ1
- 2020 HR1
- 2020 HS1
- 2020 HT1
- 2020 HU1
- 2020 HV1
- 2020 HW1
- 2020 HX1
- 2020 HY1
- 2020 HA2
- 2020 HB2
- 2020 HC2
- 2020 HD2
- 2020 HE2
- 2020 HF2
- 2020 HG2
- 2020 HH2
- 2020 HJ2
- 2020 HK2
- 2020 HM2
- 2020 HN2
- 2020 HO2
- 2020 HP2
- 2020 HQ2
- 2020 HR2
- 2020 HS2
- 2020 HT2
- 2020 HU2
- 2020 HV2
- 2020 HW2
- 2020 HX2
- 2020 HY2
- 2020 HZ2
- 2020 HA3
- 2020 HB3
- 2020 HC3
- 2020 HD3
- 2020 HE3
- 2020 HF3
- 2020 HG3
- 2020 HH3
- 2020 HJ3
- 2020 HK3
- 2020 HL3
- 2020 HM3
- 2020 HN3
- 2020 HO3
- 2020 HP3
- 2020 HQ3
- 2020 HR3
- 2020 HS3
- 2020 HT3
- 2020 HU3
- 2020 HW3
- 2020 HX3
- 2020 HY3
- 2020 HZ3
- 2020 HA4
- 2020 HB4
- 2020 HC4
- 2020 HD4
- 2020 HE4
- 2020 HF4
- 2020 HG4
- 2020 HH4
- 2020 HJ4
- 2020 HK4
- 2020 HL4
- 2020 HM4
- 2020 HN4
- 2020 HO4
- 2020 HP4
- 2020 HQ4
- 2020 HR4
- 2020 HS4
- 2020 HT4
- 2020 HU4
- 2020 HV4
- 2020 HW4
- 2020 HX4
- 2020 HY4
- 2020 HZ4
- 2020 HA5
- 2020 HB5
- 2020 HC5
- 2020 HD5
- 2020 HE5
- 2020 HF5
- 2020 HG5
- 2020 HH5
- 2020 HJ5
- 2020 HK5
- 2020 HL5
- 2020 HM5
- 2020 HN5
- 2020 HO5
- 2020 HP5
- 2020 HQ5
- 2020 HS5
- 2020 HT5
- 2020 HU5
- 2020 HV5
- 2020 HW5
- 2020 HX5
- 2020 HY5
- 2020 HZ5
- 2020 HA6
- 2020 HB6
- 2020 HC6
- 2020 HD6
- 2020 HE6
- 2020 HF6
- 2020 HG6
- 2020 HH6
- 2020 HJ6
- 2020 HK6
- 2020 HL6
- 2020 HM6
- 2020 HN6
- 2020 HO6
- 2020 HP6
- 2020 HQ6
- 2020 HR6
- 2020 HS6
- 2020 HT6
- 2020 HU6
- 2020 HV6
- 2020 HW6
- 2020 HX6
- 2020 HY6
- 2020 HZ6
- 2020 HA7
- 2020 HB7
- 2020 HC7
- 2020 HD7
- 2020 HE7
- 2020 HF7
- 2020 HJ7
- 2020 HK7
- 2020 HL7
- 2020 HM7
- 2020 HN7
- 2020 HO7
- 2020 HP7
- 2020 HQ7
- 2020 HR7
- 2020 HS7
- 2020 HT7
- 2020 HU7
- 2020 HV7
- 2020 HW7
- 2020 HX7
- 2020 HY7
- 2020 HZ7
- 2020 HA8
- 2020 HB8
- 2020 HC8
- 2020 HD8
- 2020 HE8
- 2020 HF8
- 2020 HG8
- 2020 HH8
- 2020 HJ8
- 2020 HK8
- 2020 HL8
- 2020 HM8
- 2020 HN8
- 2020 HO8
- 2020 HQ8
- 2020 HR8
- 2020 HS8
- 2020 HT8
- 2020 HU8
- 2020 HV8
- 2020 HW8
- 2020 HY8
- 2020 HZ8
- A/2020 H9
- 2020 HA9
- 2020 HB9
- 2020 HC9
- 2020 HD9
- 2020 HE9
- 2020 HF9
- 2020 HG9
- 2020 HH9
- 2020 HJ9
- 2020 HL9
- 2020 HM9
- 2020 HN9
- 2020 HO9
- 2020 HP9
- 2020 HQ9
- 2020 HR9
- 2020 HS9
- 2020 HT9
- 2020 HU9
- 2020 HV9
- 2020 HW9
- 2020 HX9
- 2020 HY9
- 2020 HZ9
- 2020 HA10
- 2020 HB10
- 2020 HC10
- 2020 HD10
- 2020 HE10
- 2020 HF10
- 2020 HG10
- 2020 HH10
- 2020 HJ10
- 2020 HK10
- 2020 HL10
- 2020 HM10
- 2020 HN10
- 2020 HO10
- 2020 HP10
- 2020 HQ10
- 2020 HR10
- 2020 HS10
- 2020 HT10
- 2020 HU10
- 2020 HV10
- 2020 HX10
- 2020 HY10
- 2020 HZ10
- 2020 HB11
- 2020 HC11
- 2020 HG11
- 2020 HH11
- 2020 HK11
- 2020 HX11
- 2020 HZ11
- 2020 HC12
- 2020 HE12
- 2020 HJ12
- 2020 HN12
- 2020 HO12
- 2020 HQ12
- 2020 HT12
- 2020 HU12
- 2020 HV12
- 2020 HZ12
- 2020 HA13
- 2020 HC13
- 2020 HH13
- 2020 HL13
- 2020 HR13
- 2020 HT13
- 2020 HU13
- 2020 HB14
- 2020 HC14
- 2020 HF14
- 2020 HK14
- 2020 HO14
- 2020 HP14
- 2020 HR14
- 2020 HS14
- 2020 HU14
- 2020 HW14
- 2020 HX14
- 2020 HY14
- 2020 HZ14
- 2020 HA15
- 2020 HB15
- 2020 HK15
- 2020 HL15
- 2020 HM15
- 2020 HN15
- 2020 HS15
- 2020 HW15
- 2020 HY15
- 2020 HZ15
- 2020 HD16
- 2020 HE16
- 2020 HG16
- 2020 HH16
- 2020 HM16
- 2020 HN16
- 2020 HP16
- 2020 HT16
- 2020 HY16
- 2020 HZ16
- 2020 HB17
- 2020 HC17
- 2020 HD17
- 2020 HJ17
- 2020 HK17
- 2020 HU17
- 2020 HD18
- 2020 HE18
- 2020 HF18
- 2020 HG18
- 2020 HJ18
- 2020 HK18
- 2020 HM18
- 2020 HR18
- 2020 HY18
- 2020 HZ18
- 2020 HA19
- 2020 HB19
- 2020 HD19
- 2020 HE19
- 2020 HH19
- 2020 HK19
- 2020 HL19
- 2020 HQ19
- 2020 HS19
- 2020 HU19
- 2020 HV19
- 2020 HX19
- 2020 HB20
- 2020 HC20
- 2020 HH20
- 2020 HO20
- 2020 HS20
- 2020 HV20
- 2020 HW20
- 2020 HY20
- 2020 HB21
- 2020 HC21
- 2020 HF21
- 2020 HH21
- 2020 HJ21
- 2020 HL21
- 2020 HN21
- 2020 HQ21
- 2020 HS21
- 2020 HT21
- 2020 HZ21
- 2020 HA22
- 2020 HB22
- 2020 HC22
- 2020 HE22
- 2020 HH22
- 2020 HL22
- 2020 HO22
- 2020 HS22
- 2020 HT22
- 2020 HW22
- 2020 HX22
- 2020 HA23
- 2020 HB23
- 2020 HC23
- 2020 HD23
- 2020 HE23
- 2020 HJ23
- 2020 HM23
- 2020 HW23
- 2020 HA24
- 2020 HB24
- 2020 HC24
- 2020 HJ24
- 2020 HK24
- 2020 HL24
- 2020 HN24
- 2020 HQ24
- 2020 HT24
- 2020 HW24
- 2020 HZ24
- 2020 HA25
- 2020 HB25
- 2020 HF25
- 2020 HG25
- 2020 HH25
- 2020 HK25
- 2020 HL25
- 2020 HN25
- 2020 HP25
- 2020 HR25
- 2020 HS25
- 2020 HT25
- 2020 HU25
- 2020 HW25
- 2020 HX25
- 2020 HY25
- 2020 HB26
- 2020 HD26
- 2020 HF26
- 2020 HG26
- 2020 HH26
- 2020 HJ26
- 2020 HL26
- 2020 HN26
- 2020 HR26
- 2020 HS26
- 2020 HZ26
- 2020 HA27
- 2020 HC27
- 2020 HD27
- 2020 HE27
- 2020 HM27
- 2020 HP27
- 2020 HQ27
- 2020 HA28
- 2020 HD28
- 2020 HF28
- 2020 HG28
- 2020 HH28
- 2020 HJ28
- 2020 HL28
- 2020 HQ28
- 2020 HR28
- 2020 HS28
- 2020 HT28
- 2020 HV28
- 2020 HZ28
- 2020 HC29
- 2020 HF29
- 2020 HG29
- 2020 HM29
- 2020 HN29
- 2020 HP29
- 2020 HQ29
- 2020 HR29
- 2020 HU29
- 2020 HW29
- 2020 HG30
- 2020 HH30
- 2020 HM30
- 2020 HP30
- 2020 HT30
- 2020 HW30
- 2020 HD31
- 2020 HG31
- 2020 HH31
- 2020 HJ31
- 2020 HK31
- 2020 HM31
- 2020 HO31
- 2020 HP31
- 2020 HR31
- 2020 HU31
- 2020 HV31
- 2020 HW31
- 2020 HY31
- 2020 HZ31
- 2020 HA32
- 2020 HB32
- 2020 HC32
- 2020 HE32
- 2020 HG32
- 2020 HH32
- 2020 HJ32
- 2020 HK32
- 2020 HL32
- 2020 HM32
- 2020 HN32
- 2020 HP32
- 2020 HX32
- 2020 HY32
- 2020 HZ32
- 2020 HC33
- 2020 HE33
- 2020 HG33
- 2020 HH33
- 2020 HK33
- 2020 HL33
- 2020 HP33
- 2020 HQ33
- 2020 HY33
- 2020 HB34
- 2020 HF34
- 2020 HH34
- 2020 HJ34
- 2020 HK34
- 2020 HM34
- 2020 HN34
- 2020 HO34
- 2020 HP34
- 2020 HU34
- 2020 HV34
- 2020 HX34
- 2020 HY34
- 2020 HZ34
- 2020 HA35
- 2020 HF35
- 2020 HG35
- 2020 HH35
- 2020 HJ35
- 2020 HK35
- 2020 HL35
- 2020 HP35
- 2020 HQ35
- 2020 HR35
- 2020 HT35
- 2020 HU35
- 2020 HV35
- 2020 HW35
- 2020 HZ35
- 2020 HA36
- 2020 HF36
- 2020 HH36
- 2020 HP36
- 2020 HQ36
- 2020 HU36
- 2020 HW36
- 2020 HA37
- 2020 HB37
- 2020 HC37
- 2020 HG37
- 2020 HH37
- 2020 HJ37
- 2020 HL37
- 2020 HM37
- 2020 HN37
- 2020 HP37
- 2020 HQ37
- 2020 HR37
- 2020 HT37
- 2020 HU37
- 2020 HV37
- 2020 HW37
- 2020 HY37
- 2020 HH38
- 2020 HL38
- 2020 HM38
- 2020 HP38
- 2020 HQ38
- 2020 HR38
- 2020 HV38
- 2020 HW38
- 2020 HX38
- 2020 HZ38
- 2020 HA39
- 2020 HB39
- 2020 HC39
- 2020 HE39
- 2020 HJ39
- 2020 HK39
- 2020 HL39
- 2020 HM39
- 2020 HN39
- 2020 HP39
- 2020 HQ39
- 2020 HR39
- 2020 HT39
- 2020 HU39
- 2020 HW39
- 2020 HX39
- 2020 HY39
- 2020 HZ39
- 2020 HA40
- 2020 HB40
- 2020 HC40
- 2020 HD40
- 2020 HE40
- 2020 HG40
- 2020 HH40
- 2020 HK40
- 2020 HM40
- 2020 HN40
- 2020 HO40
- 2020 HP40
- 2020 HQ40
- 2020 HR40
- 2020 HS40
- 2020 HU40
- 2020 HV40
- 2020 HY40
- 2020 HA41
- 2020 HB41
- 2020 HC41
- 2020 HD41
- 2020 HE41
- 2020 HG41
- 2020 HH41
- 2020 HK41
- 2020 HL41
- 2020 HM41
- 2020 HO41
- 2020 HR41
- 2020 HT41
- 2020 HU41
- 2020 HV41
- 2020 HW41
- 2020 HX41
- 2020 HY41
- 2020 HZ41
- 2020 HA42
- 2020 HB42
- 2020 HC42
- 2020 HD42
- 2020 HE42
- 2020 HF42
- 2020 HH42
- 2020 HJ42
- 2020 HK42
- 2020 HL42
- 2020 HN42
- 2020 HO42
- 2020 HP42
- 2020 HQ42
- 2020 HR42
- 2020 HU42
- 2020 HV42
- 2020 HW42
- 2020 HX42
- 2020 HY42
- 2020 HZ42
- 2020 HB43
- 2020 HC43
- 2020 HF43
- 2020 HG43
- 2020 HH43
- 2020 HJ43
- 2020 HK43
- 2020 HL43
- 2020 HM43
- 2020 HN43
- 2020 HO43
- 2020 HP43
- 2020 HQ43
- 2020 HR43
- 2020 HS43
- 2020 HT43
- 2020 HU43
- 2020 HV43
- 2020 HW43
- 2020 HX43
- 2020 HY43
- 2020 HZ43
- 2020 HA44
- 2020 HB44
- 2020 HC44
- 2020 HD44
- 2020 HF44
- 2020 HG44
- 2020 HJ44
- 2020 HK44
- 2020 HL44
- 2020 HM44
- 2020 HN44
- 2020 HO44
- 2020 HP44
- 2020 HR44
- 2020 HU44
- 2020 HV44
- 2020 HW44
- 2020 HX44
- 2020 HY44
- 2020 HA45
- 2020 HB45
- 2020 HC45
- 2020 HD45
- 2020 HE45
- 2020 HF45
- 2020 HG45
- 2020 HH45
- 2020 HJ45
- 2020 HK45
- 2020 HL45
- 2020 HM45
- 2020 HN45
- 2020 HO45
- 2020 HP45
- 2020 HQ45
- 2020 HR45
- 2020 HS45
- 2020 HU45
- 2020 HV45
- 2020 HW45
- 2020 HX45
- 2020 HY45
- 2020 HZ45
- 2020 HA46
- 2020 HB46
- 2020 HC46
- 2020 HD46
- 2020 HE46
- 2020 HG46
- 2020 HH46
- 2020 HJ46
- 2020 HK46
- 2020 HL46
- 2020 HO46
- 2020 HQ46
- 2020 HR46
- 2020 HS46
- 2020 HT46
- 2020 HU46
- 2020 HV46
- 2020 HX46
- 2020 HY46
- 2020 HZ46
- 2020 HA47
- 2020 HB47
- 2020 HC47
- 2020 HE47
- 2020 HF47
- 2020 HG47
- 2020 HH47
- 2020 HJ47
- 2020 HK47
- 2020 HM47
- 2020 HO47
- 2020 HP47
- 2020 HQ47
- 2020 HS47
- 2020 HT47
- 2020 HV47
- 2020 HX47
- 2020 HY47
- 2020 HA48
- 2020 HB48
- 2020 HC48
- 2020 HD48
- 2020 HE48
- 2020 HF48
- 2020 HG48
- 2020 HH48
- 2020 HK48
- 2020 HL48
- 2020 HN48
- 2020 HO48
- 2020 HP48
- 2020 HR48
- 2020 HS48
- 2020 HT48
- 2020 HU48
- 2020 HV48
- 2020 HW48
- 2020 HY48
- 2020 HZ48
- 2020 HA49
- 2020 HB49
- 2020 HC49
- 2020 HF49
- 2020 HG49
- 2020 HH49
- 2020 HJ49
- 2020 HL49
- 2020 HM49
- 2020 HN49
- 2020 HO49
- 2020 HP49
- 2020 HQ49
- 2020 HR49
- 2020 HS49
- 2020 HT49
- 2020 HU49
- 2020 HV49
- 2020 HW49
- 2020 HX49
- 2020 HY49
- 2020 HZ49
- 2020 HA50
- 2020 HB50
- 2020 HC50
- 2020 HD50
- 2020 HE50
- 2020 HF50
- 2020 HG50
- 2020 HH50
- 2020 HL50
- 2020 HN50
- 2020 HP50
- 2020 HQ50
- 2020 HS50
- 2020 HT50
- 2020 HU50
- 2020 HV50
- 2020 HX50
- 2020 HY50
- 2020 HZ50
- 2020 HB51
- 2020 HC51
- 2020 HD51
- 2020 HE51
- 2020 HF51
- 2020 HG51
- 2020 HH51
- 2020 HJ51
- 2020 HL51
- 2020 HM51
- 2020 HN51
- 2020 HO51
- 2020 HP51
- 2020 HQ51
- 2020 HR51
- 2020 HS51
- 2020 HT51
- 2020 HU51
- 2020 HV51
- 2020 HW51
- 2020 HY51
- 2020 HZ51
- 2020 HA52
- 2020 HB52
- 2020 HC52
- 2020 HD52
- 2020 HE52
- 2020 HF52
- 2020 HG52
- 2020 HH52
- 2020 HJ52
- 2020 HK52
- 2020 HL52
- 2020 HO52
- 2020 HP52
- 2020 HQ52
- 2020 HR52
- 2020 HS52
- 2020 HT52
- 2020 HU52
- 2020 HW52
- 2020 HX52
- 2020 HZ52
- 2020 HA53
- 2020 HB53
- 2020 HC53
- 2020 HD53
- 2020 HE53
- 2020 HF53
- 2020 HG53
- 2020 HH53
- 2020 HJ53
- 2020 HK53
- 2020 HL53
- 2020 HM53
- 2020 HN53
- 2020 HO53
- 2020 HP53
- 2020 HQ53
- 2020 HR53
- 2020 HS53
- 2020 HT53
- 2020 HU53
- 2020 HX53
- 2020 HZ53
- 2020 HA54
- 2020 HB54
- 2020 HC54
- 2020 HD54
- 2020 HE54
- 2020 HG54
- 2020 HH54
- 2020 HJ54
- 2020 HK54
- 2020 HL54
- 2020 HM54
- 2020 HN54
- 2020 HO54
- 2020 HP54
- 2020 HQ54
- 2020 HR54
- 2020 HS54
- 2020 HT54
- 2020 HU54
- 2020 HV54
- 2020 HW54
- 2020 HY54
- 2020 HD55
- 2020 HE55
- 2020 HF55
- 2020 HG55
- 2020 HH55
- 2020 HJ55
- 2020 HK55
- 2020 HL55
- 2020 HM55
- 2020 HN55
- 2020 HO55
- 2020 HP55
- 2020 HQ55
- 2020 HS55
- 2020 HT55
- 2020 HU55
- 2020 HV55
- 2020 HW55
- 2020 HX55
- 2020 HZ55
- 2020 HA56
- 2020 HB56
- 2020 HC56
- 2020 HD56
- 2020 HE56
- 2020 HF56
- 2020 HG56
- 2020 HH56
- 2020 HK56
- 2020 HL56
- 2020 HM56
- 2020 HN56
- 2020 HO56
- 2020 HP56
- 2020 HQ56
- 2020 HR56
- 2020 HS56
- 2020 HT56
- 2020 HU56
- 2020 HW56
- 2020 HX56
- 2020 HY56
- 2020 HZ56
- 2020 HA57
- 2020 HD57
- 2020 HE57
- 2020 HF57
- 2020 HG57
- 2020 HJ57
- 2020 HL57
- 2020 HM57
- 2020 HN57
- 2020 HO57
- 2020 HP57
- 2020 HQ57
- 2020 HR57
- 2020 HS57
- 2020 HT57
- 2020 HU57
- 2020 HV57
- 2020 HW57
- 2020 HX57
- 2020 HY57
- 2020 HZ57
- 2020 HA58
- 2020 HB58
- 2020 HC58
- 2020 HD58
- 2020 HE58
- 2020 HF58
- 2020 HG58
- 2020 HH58
- 2020 HJ58
- 2020 HK58
- 2020 HL58
- 2020 HM58
- 2020 HN58
- 2020 HO58
- 2020 HP58
- 2020 HQ58
- 2020 HR58
- 2020 HS58
- 2020 HT58
- 2020 HU58
- 2020 HV58
- 2020 HW58
- 2020 HX58
- 2020 HY58
- 2020 HZ58
- 2020 HA59
- 2020 HB59
- 2020 HC59
- 2020 HD59
- 2020 HE59
- 2020 HF59
- 2020 HG59
- 2020 HH59
- 2020 HK59
- 2020 HL59
- 2020 HM59
- 2020 HN59
- 2020 HP59
- 2020 HQ59
- 2020 HR59
- 2020 HS59
- 2020 HT59
- 2020 HU59
- 2020 HV59
- 2020 HW59
- 2020 HX59
- 2020 HY59
- 2020 HZ59
- 2020 HA60
- 2020 HB60
- 2020 HC60
- 2020 HD60
- 2020 HE60
- 2020 HF60
- 2020 HG60
- 2020 HH60
- 2020 HJ60
- 2020 HK60
- 2020 HL60
- 2020 HM60
- 2020 HN60
- 2020 HP60
- 2020 HQ60
- 2020 HR60
- 2020 HT60
- 2020 HV60
- 2020 HW60
- 2020 HX60
- 2020 HY60
- 2020 HC61
- 2020 HD61
- 2020 HE61
- 2020 HF61
- 2020 HG61
- 2020 HH61
- 2020 HO61
- 2020 HP61
- 2020 HR61
- 2020 HS61
- 2020 HU61
- 2020 HV61
- 2020 HW61
- 2020 HA62
- 2020 HB62
- 2020 HD62
- 2020 HE62
- 2020 HF62
- 2020 HG62
- 2020 HH62
- 2020 HK62
- 2020 HL62
- 2020 HM62
- 2020 HN62
- 2020 HO62
- 2020 HP62
- 2020 HQ62
- 2020 HR62
- 2020 HS62
- 2020 HU62
- 2020 HV62
- 2020 HW62
- 2020 HY62
- 2020 HA63
- 2020 HB63
- 2020 HC63
- 2020 HD63
- 2020 HE63
- 2020 HF63
- 2020 HJ63
- 2020 HL63
- 2020 HM63
- 2020 HN63
- 2020 HO63
- 2020 HP63
- 2020 HQ63
- 2020 HR63
- 2020 HT63
- 2020 HU63
- 2020 HV63
- 2020 HW63
- 2020 HX63
- 2020 HY63
- 2020 HZ63
- 2020 HA64
- 2020 HB64
- 2020 HC64
- 2020 HD64
- 2020 HE64
- 2020 HF64
- 2020 HG64
- 2020 HH64
- 2020 HJ64
- 2020 HK64
- 2020 HL64
- 2020 HM64
- 2020 HN64
- 2020 HO64
- 2020 HP64
- 2020 HQ64
- 2020 HR64
- 2020 HS64
- 2020 HT64
- 2020 HU64
- 2020 HV64
- 2020 HW64
- 2020 HX64
- 2020 HY64
- 2020 HZ64
- 2020 HA65
- 2020 HB65
- 2020 HC65
- 2020 HD65
- 2020 HE65
- 2020 HF65
- 2020 HG65
- 2020 HH65
- 2020 HJ65
- 2020 HK65
- 2020 HL65
- 2020 HM65
- 2020 HP65
- 2020 HR65
- 2020 HU65
- 2020 HV65
- 2020 HW65
- 2020 HX65
- 2020 HY65
- 2020 HZ65
- 2020 HA66
- 2020 HC66
- 2020 HD66
- 2020 HJ66
- 2020 HK66
- 2020 HM66
- 2020 HN66
- 2020 HQ66
- 2020 HT66
- 2020 HU66
- 2020 HV66
- 2020 HW66
- 2020 HY66
- 2020 HZ66
- 2020 HC67
- 2020 HJ67
- 2020 HK67
- 2020 HM67
- 2020 HQ67
- 2020 HS67
- 2020 HV67
- 2020 HW67
- 2020 HX67
- 2020 HZ67
- 2020 HB68
- 2020 HC68
- 2020 HE68
- 2020 HF68
- 2020 HG68
- 2020 HH68
- 2020 HJ68
- 2020 HK68
- 2020 HL68
- 2020 HM68
- 2020 HN68
- 2020 HO68
- 2020 HP68
- 2020 HQ68
- 2020 HR68
- 2020 HS68
- 2020 HU68
- 2020 HV68
- 2020 HW68
- 2020 HY68
- 2020 HZ68
- 2020 HA69
- 2020 HD69
- 2020 HE69
- 2020 HF69
- 2020 HG69
- 2020 HH69
- 2020 HJ69
- 2020 HK69
- 2020 HL69
- 2020 HM69
- 2020 HN69
- 2020 HO69
- 2020 HP69
- 2020 HQ69
- 2020 HR69
- 2020 HS69
- 2020 HT69
- 2020 HU69
- 2020 HX69
- 2020 HY69
- 2020 HZ69
- 2020 HA70
- 2020 HB70
- 2020 HD70
- 2020 HE70
- 2020 HF70
- 2020 HG70
- 2020 HH70
- 2020 HJ70
- 2020 HK70
- 2020 HL70
- 2020 HM70
- 2020 HN70
- 2020 HO70
- 2020 HP70
- 2020 HQ70
- 2020 HS70
- 2020 HT70
- 2020 HU70
- 2020 HV70
- 2020 HW70
- 2020 HX70
- 2020 HZ70
- 2020 HA71
- 2020 HB71
- 2020 HC71
- 2020 HD71
- 2020 HE71
- 2020 HF71
- 2020 HG71
- 2020 HH71
- 2020 HJ71
- 2020 HK71
- 2020 HL71
- 2020 HM71
- 2020 HN71
- 2020 HO71
- 2020 HP71
- 2020 HQ71
- 2020 HR71
- 2020 HS71
- 2020 HT71
- 2020 HU71
- 2020 HV71
- 2020 HW71
- 2020 HX71
- 2020 HY71
- 2020 HZ71
- 2020 HA72
- 2020 HB72
- 2020 HC72
- 2020 HD72
- 2020 HE72
- 2020 HF72
- 2020 HG72
- 2020 HK72
- 2020 HL72
- 2020 HM72
- 2020 HN72
- 2020 HO72
- 2020 HP72
- 2020 HQ72
- 2020 HS72
- 2020 HU72
- 2020 HV72
- 2020 HW72
- 2020 HX72
- 2020 HY72
- 2020 HZ72
- 2020 HB73
- 2020 HC73
- 2020 HD73
- 2020 HE73
- 2020 HG73
- 2020 HH73
- 2020 HJ73
- 2020 HK73
- 2020 HL73
- 2020 HM73
- 2020 HN73
- 2020 HO73
- 2020 HP73
- 2020 HQ73
- 2020 HR73
- 2020 HS73
- 2020 HU73
- 2020 HV73
- 2020 HW73
- 2020 HX73
- 2020 HY73
- 2020 HZ73
- 2020 HA74
- 2020 HB74
- 2020 HC74
- 2020 HD74
- 2020 HE74
- 2020 HF74
- 2020 HG74
- 2020 HH74
- 2020 HK74
- 2020 HL74
- 2020 HM74
- 2020 HN74
- 2020 HO74
- 2020 HP74
- 2020 HQ74
- 2020 HR74
- 2020 HS74
- 2020 HT74
- 2020 HU74
- 2020 HV74
- 2020 HW74
- 2020 HX74
- 2020 HY74
- 2020 HA75
- 2020 HB75
- 2020 HC75
- 2020 HD75
- 2020 HE75
- 2020 HF75
- 2020 HG75
- 2020 HH75
- 2020 HJ75
- 2020 HK75
- 2020 HL75
- 2020 HM75
- 2020 HN75
- 2020 HO75
- 2020 HP75
- 2020 HQ75
- 2020 HR75
- 2020 HS75
- 2020 HT75
- 2020 HU75
- 2020 HV75
- 2020 HW75
- 2020 HY75
- 2020 HZ75
- 2020 HA76
- 2020 HB76
- 2020 HC76
- 2020 HD76
- 2020 HE76
- 2020 HF76
- 2020 HG76
- 2020 HH76
- 2020 HJ76
- 2020 HK76
- 2020 HL76
- 2020 HM76
- 2020 HN76
- 2020 HO76
- 2020 HP76
- 2020 HQ76
- 2020 HR76
- 2020 HS76
- 2020 HT76
- 2020 HU76
- 2020 HW76
- 2020 HX76
- 2020 HY76
- 2020 HZ76
- 2020 HA77
- 2020 HB77
- 2020 HC77
- 2020 HD77
- 2020 HE77
- 2020 HF77
- 2020 HG77
- 2020 HH77
- 2020 HJ77
- 2020 HL77
- 2020 HM77
- 2020 HN77
- 2020 HO77
- 2020 HP77
- 2020 HQ77
- 2020 HR77
- 2020 HS77
- 2020 HT77
- 2020 HU77
- 2020 HV77
- 2020 HW77
- 2020 HX77
- 2020 HY77
- 2020 HA78
- 2020 HB78
- 2020 HC78
- 2020 HD78
- 2020 HE78
- 2020 HF78
- 2020 HG78
- 2020 HH78
- 2020 HJ78
- 2020 HK78
- 2020 HL78
- 2020 HM78
- 2020 HN78
- 2020 HO78
- 2020 HP78
- 2020 HQ78
- 2020 HR78
- 2020 HS78
- 2020 HT78
- 2020 HU78
- 2020 HV78
- 2020 HW78
- 2020 HX78
- 2020 HY78
- 2020 HZ78
- 2020 HA79
- 2020 HB79
- 2020 HC79
- 2020 HD79
- 2020 HE79
- 2020 HF79
- 2020 HG79
- 2020 HH79
- 2020 HJ79
- 2020 HK79
- 2020 HL79
- 2020 HM79
- 2020 HN79
- 2020 HO79
- 2020 HP79
- 2020 HQ79
- 2020 HR79
- 2020 HS79
- 2020 HT79
- 2020 HU79
- 2020 HV79
- 2020 HW79
- 2020 HX79
- 2020 HY79
- 2020 HA80
- 2020 HB80
- 2020 HC80
- 2020 HD80
- 2020 HE80
- 2020 HF80
- 2020 HG80
- 2020 HH80
- 2020 HJ80
- 2020 HK80
- 2020 HM80
- 2020 HN80
- 2020 HO80
- 2020 HP80
- 2020 HQ80
- 2020 HR80
- 2020 HS80
- 2020 HT80
- 2020 HU80
- 2020 HV80
- 2020 HW80
- 2020 HX80
- 2020 HY80
- 2020 HZ80
- 2020 HA81
- 2020 HB81
- 2020 HC81
- 2020 HD81
- 2020 HH81
- 2020 HJ81
- 2020 HK81
- 2020 HL81
- 2020 HN81
- 2020 HO81
- 2020 HP81
- 2020 HQ81
- 2020 HR81
- 2020 HS81
- 2020 HT81
- 2020 HU81
- 2020 HV81
- 2020 HW81
- 2020 HY81
- 2020 HZ81
- 2020 HB82
- 2020 HC82
- 2020 HD82
- 2020 HE82
- 2020 HF82
- 2020 HH82
- 2020 HK82
- 2020 HL82
- 2020 HO82
- 2020 HP82
- 2020 HQ82
- 2020 HR82
- 2020 HS82
- 2020 HT82
- 2020 HU82
- 2020 HV82
- 2020 HW82
- 2020 HX82
- 2020 HA83
- 2020 HB83
- 2020 HD83
- 2020 HF83
- 2020 HG83
- 2020 HH83
- 2020 HK83
- 2020 HL83
- 2020 HM83
- 2020 HO83
- 2020 HQ83
- 2020 HR83
- 2020 HS83
- 2020 HT83
- 2020 HU83
- 2020 HV83
- 2020 HW83
- 2020 HX83
- 2020 HY83
- 2020 HZ83
- 2020 HA84
- 2020 HC84
- 2020 HE84
- 2020 HF84
- 2020 HG84
- 2020 HJ84
- 2020 HL84
- 2020 HO84
- 2020 HP84
- 2020 HQ84
- 2020 HR84
- 2020 HS84
- 2020 HT84
- 2020 HU84
- 2020 HV84
- 2020 HW84
- 2020 HY84
- 2020 HZ84
- 2020 HA85
- 2020 HD85
- 2020 HE85
- 2020 HF85
- 2020 HG85
- 2020 HH85
- 2020 HJ85
- 2020 HK85
- 2020 HL85
- 2020 HM85
- 2020 HN85
- 2020 HO85
- 2020 HP85
- 2020 HQ85
- 2020 HR85
- 2020 HS85
- 2020 HT85
- 2020 HU85
- 2020 HV85
- 2020 HW85
- 2020 HX85
- 2020 HY85
- 2020 HA86
- 2020 HC86
- 2020 HD86
- 2020 HE86
- 2020 HF86
- 2020 HG86
- 2020 HH86
- 2020 HJ86
- 2020 HK86
- 2020 HL86
- 2020 HM86
- 2020 HN86
- 2020 HO86
- 2020 HP86
- 2020 HQ86
- 2020 HS86
- 2020 HT86
- 2020 HU86
- 2020 HV86
- 2020 HW86
- 2020 HX86
- 2020 HZ86
- 2020 HA87
- 2020 HB87
- 2020 HC87
- 2020 HD87
- 2020 HE87
- 2020 HF87
- 2020 HG87
- 2020 HH87
- 2020 HJ87
- 2020 HK87
- 2020 HL87
- 2020 HM87
- 2020 HN87
- 2020 HO87
- 2020 HP87
- 2020 HQ87
- 2020 HR87
- 2020 HS87
- 2020 HT87
- 2020 HU87
- 2020 HV87
- 2020 HW87
- 2020 HX87
- 2020 HY87
- 2020 HZ87
- 2020 HA88
- 2020 HB88
- 2020 HC88
- 2020 HD88
- 2020 HE88
- 2020 HH88
- 2020 HK88
- 2020 HM88
- 2020 HN88
- 2020 HO88
- 2020 HP88
- 2020 HQ88
- 2020 HR88
- 2020 HS88
- 2020 HT88
- 2020 HU88
- 2020 HV88
- 2020 HW88
- 2020 HX88
- 2020 HY88
- 2020 HZ88
- 2020 HA89
- 2020 HB89
- 2020 HC89
- 2020 HD89
- 2020 HE89
- 2020 HF89
- 2020 HH89
- 2020 HJ89
- 2020 HL89
- 2020 HN89
- 2020 HO89
- 2020 HP89
- 2020 HQ89
- 2020 HS89
- 2020 HT89
- 2020 HU89
- 2020 HV89
- 2020 HW89
- 2020 HX89
- 2020 HY89
- 2020 HZ89
- 2020 HA90
- 2020 HB90
- 2020 HC90
- 2020 HD90
- 2020 HE90
- 2020 HF90
- 2020 HG90
- 2020 HH90
- 2020 HJ90
- 2020 HK90
- 2020 HL90
- 2020 HM90
- 2020 HN90
- 2020 HO90
- 2020 HP90
- 2020 HQ90
- 2020 HR90
- 2020 HS90
- 2020 HT90
- 2020 HU90
- 2020 HV90
- 2020 HW90
- 2020 HX90
- 2020 HY90
- 2020 HA91
- 2020 HB91
- 2020 HC91
- 2020 HD91
- 2020 HE91
- 2020 HF91
- 2020 HG91
- 2020 HH91
- 2020 HJ91
- 2020 HK91
- 2020 HM91
- 2020 HO91
- 2020 HP91
- 2020 HR91
- 2020 HS91
- 2020 HT91
- 2020 HU91
- 2020 HV91
- 2020 HW91
- 2020 HX91
- 2020 HY91
- 2020 HA92
- 2020 HB92
- 2020 HC92
- 2020 HD92
- 2020 HE92
- 2020 HF92
- 2020 HG92
- 2020 HH92
- 2020 HJ92
- 2020 HK92
- 2020 HL92
- 2020 HM92
- 2020 HN92
- 2020 HO92
- 2020 HQ92
- 2020 HS92
- 2020 HT92
- 2020 HV92
- 2020 HW92
- 2020 HX92
- 2020 HY92
- 2020 HZ92
- 2020 HA93
- 2020 HB93
- 2020 HC93
- 2020 HD93
- 2020 HF93
- 2020 HG93
- 2020 HH93
- 2020 HJ93
- 2020 HK93
- 2020 HM93
- 2020 HN93
- 2020 HO93
- 2020 HP93
- 2020 HQ93
- 2020 HR93
- 2020 HS93
- 2020 HV93
- 2020 HW93
- 2020 HX93
- 2020 HZ93
- 2020 HA94
- 2020 HE94
- 2020 HF94
- 2020 HG94
- 2020 HJ94
- 2020 HK94
- 2020 HL94
- 2020 HM94
- 2020 HN94
- 2020 HO94
- 2020 HQ94
- 2020 HS94
- 2020 HT94
- 2020 HU94
- 2020 HV94
- 2020 HW94
- 2020 HX94
- 2020 HY94
- 2020 HZ94
- 2020 HA95
- 2020 HB95
- 2020 HC95
- 2020 HD95
- 2020 HE95
- 2020 HG95
- 2020 HH95
- 2020 HJ95
- 2020 HL95
- 2020 HN95
- 2020 HP95
- 2020 HQ95
- 2020 HR95
- 2020 HS95
- 2020 HT95
- 2020 HU95
- 2020 HV95
- 2020 HW95
- 2020 HX95
- 2020 HY95
- 2020 HZ95
- 2020 HA96
- 2020 HC96
- 2020 HD96
- 2020 HE96
- 2020 HF96
- 2020 HG96
- 2020 HH96
- 2020 HJ96
- 2020 HK96
- 2020 HL96
- 2020 HM96
- 2020 HN96
- 2020 HO96
- 2020 HP96
- 2020 HR96
- 2020 HS96
- 2020 HT96
- 2020 HU96
- 2020 HV96
- 2020 HW96
- 2020 HX96
- 2020 HY96
- 2020 HZ96
- 2020 HA97
- 2020 HB97
- 2020 HC97
- 2020 HD97
- 2020 HE97
- 2020 HF97
- 2020 HG97
- 2020 HH97
- 2020 HJ97
- 2020 HK97
- 2020 HL97
- 2020 HM97
- 2020 HN97
- 2020 HO97
- 2020 HP97
- 2020 HQ97
- 2020 HR97
- 2020 HS97
- 2020 HT97
- 2020 HU97
- 2020 HV97
- 2020 HW97
- 2020 HY97
- 2020 HZ97
- 2020 HA98
- 2020 HB98
- 2020 HC98
- 2020 HD98
- 2020 HE98
- 2020 HF98
- 2020 HG98
- 2020 HH98
- 2020 HJ98
- 2020 HK98
- 2020 HL98
- 2020 HN98
- 2020 HO98
- 2020 HT98
- 2020 HV98
- 2020 HW98
- 2020 HY98
- 2020 HA99
- 2020 HB99
- 2020 HF99
- 2020 HH99
- 2020 HK99
- 2020 HL99
- 2020 HN99
- 2020 HP99
- 2020 HR99
- 2020 HS99
- 2020 HT99
- 2020 HU99
- 2020 HV99
- 2020 HX99
- 2020 HY99
- 2020 HZ99
- 2020 HA100
- 2020 HB100
- 2020 HC100
- 2020 HD100
- 2020 HF100
- 2020 HK100
- 2020 HL100
- 2020 HM100
- 2020 HO100
- 2020 HP100
- 2020 HQ100
- 2020 HR100
- 2020 HT100
- 2020 HX100
- 2020 HA101
- 2020 HB101
- 2020 HC101
- 2020 HD101
- 2020 HE101
- 2020 HF101
- 2020 HG101
- 2020 HH101
- 2020 HJ101
- 2020 HK101
- 2020 HL101
- 2020 HM101
- 2020 HN101
- 2020 HO101
- 2020 HP101
- 2020 HQ101
- 2020 HR101
- 2020 HS101
- 2020 HT101
- 2020 HU101
- 2020 HV101
- 2020 HW101
- 2020 HX101
- 2020 HY101
- 2020 HZ101
- 2020 HA102
- 2020 HB102
- 2020 HC102
- 2020 HD102
- 2020 HF102
- 2020 HG102
- 2020 HH102
- 2020 HJ102
- 2020 HK102
- 2020 HL102
- 2020 HM102
- 2020 HN102
- 2020 HO102
- 2020 HP102
- 2020 HQ102
- 2020 HR102
- 2020 HS102
- 2020 HT102
- 2020 HU102
- 2020 HV102
- 2020 HW102
- 2020 HX102
- 2020 HY102
- 2020 HA103
- 2020 HB103
- 2020 HC103
- 2020 HD103
- 2020 HE103
- 2020 HF103
- 2020 HG103
- 2020 HH103
- 2020 HJ103
- 2020 HK103
- 2020 HL103
- 2020 HM103
- 2020 HN103
- 2020 HO103
- 2020 HP103
- 2020 HQ103
- 2020 HR103
- 2020 HS103
- 2020 HT103
- 2020 HU103
- 2020 HV103
- 2020 HX103
- 2020 HY103
- 2020 HC104
- 2020 HD104
- 2020 HE104
- 2020 HF104
- 2020 HG104
- 2020 HH104
- 2020 HJ104
- 2020 HK104
- 2020 HL104
- 2020 HM104
- 2020 HN104
- 2020 HO104
- 2020 HP104
- 2020 HQ104
- 2020 HR104
- 2020 HS104
- 2020 HT104
- 2020 HU104
- 2020 HV104
- 2020 HX104
- 2020 HY104
- 2020 HZ104
- 2020 HA105
- 2020 HB105
- 2020 HC105
- 2020 HE105
- 2020 HG105
- 2020 HH105
- 2020 HJ105
- 2020 HL105
- 2020 HM105
- 2020 HN105
- 2020 HP105
- 2020 HT105
- 2020 HU105
- 2020 HV105
- 2020 HW105
- 2020 HY105
- 2020 HZ105
- 2020 HA106
- 2020 HB106
- 2020 HC106
- 2020 HD106
- 2020 HE106
- 2020 HF106
- 2020 HH106
- 2020 HJ106
- 2020 HL106
- 2020 HO106
- 2020 HP106
- 2020 HQ106
- 2020 HS106
- 2020 HU106
- 2020 HV106
- 2020 HW106
- 2020 HX106
- 2020 HY106
- 2020 HZ106
- 2020 HA107
- 2020 HC107
- 2020 HD107
- 2020 HE107
- 2020 HF107
- 2020 HG107
- 2020 HH107
- 2020 HJ107
- 2020 HK107
- 2020 HL107
- 2020 HM107
- 2020 HN107
- 2020 HO107
- 2020 HP107
- 2020 HQ107
- 2020 HR107
- 2020 HS107
- 2020 HT107
- 2020 HU107
- 2020 HV107
- 2020 HW107
- 2020 HX107
- 2020 HZ107
- 2020 HA108
- 2020 HB108
- 2020 HC108
- 2020 HD108
- 2020 HE108
- 2020 HH108
- 2020 HJ108
- 2020 HK108
- 2020 HL108
- 2020 HM108
- 2020 HN108
- 2020 HP108
- 2020 HQ108
- 2020 HR108
- 2020 HS108
- 2020 HT108
- 2020 HV108
- 2020 HW108
- 2020 HX108
- 2020 HZ108
- 2020 HA109
- 2020 HB109
- 2020 HC109
- 2020 HD109
- 2020 HE109
- 2020 HF109
- 2020 HG109
- 2020 HJ109
- 2020 HL109
- 2020 HM109
- 2020 HO109
- 2020 HP109
- 2020 HQ109
- 2020 HR109
- 2020 HS109
- 2020 HU109
- 2020 HX109
- 2020 HY109
- 2020 HA110
- 2020 HB110
- 2020 HC110
- 2020 HD110
- 2020 HF110
- 2020 HG110
- 2020 HH110
- 2020 HJ110
- 2020 HL110
- 2020 HM110
- 2020 HN110
- 2020 HO110
- 2020 HP110
- 2020 HQ110
- 2020 HR110
- 2020 HT110
- 2020 HU110
- 2020 HV110
- 2020 HW110
- 2020 HX110
- 2020 HY110
- 2020 HZ110
- 2020 HA111
- 2020 HB111
- 2020 HE111
- 2020 HF111
- 2020 HG111
- 2020 HH111
- 2020 HM111
- 2020 HO111
- 2020 HP111
- 2020 HQ111
- 2020 HR111
- 2020 HS111
- 2020 HT111
- 2020 HU111
- 2020 HV111
- 2020 HW111
- 2020 HX111
- 2020 HY111
- 2020 HZ111
- 2020 HA112
- 2020 HB112
- 2020 HC112
- 2020 HD112
- 2020 HE112
- 2020 HG112
- 2020 HJ112
- 2020 HK112
- 2020 HL112
- 2020 HM112
- 2020 HN112
- 2020 HO112
- 2020 HP112
- 2020 HQ112
- 2020 HU112
- 2020 HW112
- 2020 HX112
- 2020 HY112
- 2020 HZ112
- 2020 HA113
- 2020 HB113
- 2020 HC113
- 2020 HD113
- 2020 HE113
- 2020 HF113
- 2020 HG113
- 2020 HH113
- 2020 HJ113
- 2020 HK113
- 2020 HL113
- 2020 HM113
- 2020 HN113
- 2020 HO113
- 2020 HP113
- 2020 HR113
- 2020 HS113
- 2020 HT113
- 2020 HU113
- 2020 HW113
- 2020 HX113
- 2020 HB114
- 2020 HC114
- 2020 HD114
- 2020 HE114
- 2020 HF114
- 2020 HG114
- 2020 HH114
- 2020 HJ114
- 2020 HK114
- 2020 HL114
- 2020 HM114
- 2020 HN114
- 2020 HO114
- 2020 HP114
- 2020 HS114
- 2020 HT114
- 2020 HU114
- 2020 HW114
- 2020 HX114
- 2020 HY114
- 2020 HZ114
- 2020 HA115
- 2020 HB115
- 2020 HC115
- 2020 HE115
- 2020 HF115
- 2020 HG115
- 2020 HH115
- 2020 HJ115
- 2020 HK115
- 2020 HL115
- 2020 HM115
- 2020 HN115
- 2020 HO115
- 2020 HQ115
- 2020 HR115
- 2020 HS115
- 2020 HU115
- 2020 HX115
- 2020 HY115
- 2020 HZ115
- 2020 HA116
- 2020 HB116
- 2020 HC116
- 2020 HD116
- 2020 HE116
- 2020 HF116
- 2020 HG116
- 2020 HJ116
- 2020 HM116
- 2020 HN116
- 2020 HO116
- 2020 HP116
- 2020 HQ116
- 2020 HS116
- 2020 HT116
- 2020 HU116
- 2020 HV116
- 2020 HW116
- 2020 HX116
- 2020 HA117
- 2020 HB117
- 2020 HE117
- 2020 HG117
- 2020 HH117
- 2020 HJ117
- 2020 HK117
- 2020 HL117
- 2020 HM117
- 2020 HO117
- 2020 HP117
- 2020 HQ117
- 2020 HR117
- 2020 HS117
- 2020 HT117
- 2020 HU117
- 2020 HV117
- 2020 HW117
- 2020 HX117
- 2020 HC118
- 2020 HE118
- 2020 HF118
- 2020 HH118
- 2020 HK118
- 2020 HL118
- 2020 HM118
- 2020 HN118
- 2020 HQ118
- 2020 HR118
- 2020 HT118
- 2020 HV118
- 2020 HX118
- 2020 HY118
- 2020 HZ118
- 2020 HA119
- 2020 HB119
- 2020 HC119
- 2020 HD119
- 2020 HE119
- 2020 HG119
- 2020 HJ119
- 2020 HK119
- 2020 HL119
- 2020 HM119
- 2020 HO119
- 2020 HT119
- 2020 HU119
- 2020 HV119
- 2020 HW119
- 2020 HX119
- 2020 HY119
- 2020 HZ119
- 2020 HA120
- 2020 HB120
- 2020 HD120
- 2020 HE120
- 2020 HF120
- 2020 HG120
- 2020 HH120
- 2020 HK120
- 2020 HL120
- 2020 HM120
- 2020 HR120
- 2020 HS120
- 2020 HT120
- 2020 HU120
- 2020 HV120
- 2020 HW120
- 2020 HY120
- 2020 HZ120
- 2020 HC121
- 2020 HE121
- 2020 HF121
- 2020 HG121
- 2020 HJ121
- 2020 HK121
- 2020 HL121
- 2020 HM121
- 2020 HN121
- 2020 HO121
- 2020 HP121
- 2020 HQ121
- 2020 HR121
- 2020 HS121
- 2020 HT121
- 2020 HU121
- 2020 HV121
- 2020 HW121
- 2020 HX121
- 2020 HY121
- 2020 HB122
- 2020 HC122
- 2020 HD122
- 2020 HE122
- 2020 HF122
- 2020 HG122
- 2020 HJ122
- 2020 HK122
- 2020 HL122
- 2020 HN122
- 2020 HO122
- 2020 HQ122
- 2020 HR122
- 2020 HS122
- 2020 HU122
- 2020 HV122
- 2020 HW122
- 2020 HY122
- 2020 HZ122
- 2020 HA123
- 2020 HB123
- 2020 HC123
- 2020 HD123
- 2020 HF123
- 2020 HG123
- 2020 HH123
- 2020 HJ123
- 2020 HK123
- 2020 HL123
- 2020 HM123
- 2020 HN123
- 2020 HO123
- 2020 HP123
- 2020 HS123
- 2020 HT123
- 2020 HU123
- 2020 HV123
- 2020 HW123
- 2020 HX123
- 2020 HY123
- 2020 HZ123
- 2020 HA124
- 2020 HB124
- 2020 HC124
- 2020 HD124
- 2020 HF124
- 2020 HG124
- 2020 HJ124
- 2020 HK124
- 2020 HL124
- 2020 HM124
- 2020 HN124
- 2020 HO124
- 2020 HP124
- 2020 HQ124
- 2020 HR124
- 2020 HS124
- 2020 HT124
- 2020 HU124
- 2020 HW124
- 2020 HX124
- 2020 HY124
- 2020 HZ124
- 2020 HA125
- 2020 HB125
- 2020 HC125
- 2020 HD125
- 2020 HG125
- 2020 HH125
- 2020 HJ125
- 2020 HK125
- 2020 HL125
- 2020 HM125
- 2020 HN125
- 2020 HO125
- 2020 HP125
- 2020 HQ125
- 2020 HR125
- 2020 HS125
- 2020 HV125
- 2020 HW125
- 2020 HX125
- 2020 HY125
- 2020 HZ125
- 2020 HA126
- 2020 HB126
- 2020 HC126
- 2020 HD126
- 2020 HE126
- 2020 HF126
- 2020 HG126
- 2020 HH126
- 2020 HJ126
- 2020 HK126
- 2020 HL126
- 2020 HM126
- 2020 HN126
- 2020 HO126
- 2020 HQ126
- 2020 HR126
- 2020 HS126
- 2020 HT126
- 2020 HU126
- 2020 HV126
- 2020 HW126
- 2020 HY126
- 2020 HZ126
- 2020 HB127
- 2020 HC127
- 2020 HD127
- 2020 HE127
- 2020 HF127
- 2020 HG127
- 2020 HH127
- 2020 HJ127
- 2020 HK127
- 2020 HM127
- 2020 HO127
- 2020 HP127
- 2020 HQ127
- 2020 HR127
- 2020 HS127
- 2020 HT127
- 2020 HU127
- 2020 HV127
- 2020 HW127
- 2020 HX127
- 2020 HY127
- 2020 HZ127
- 2020 HA128
- 2020 HB128
- 2020 HC128
- 2020 HD128
- 2020 HF128
- 2020 HG128
- 2020 HH128
- 2020 HJ128
- 2020 HK128
- 2020 HL128
- 2020 HM128
- 2020 HN128
- 2020 HO128
- 2020 HP128
- 2020 HQ128
- 2020 HR128
- 2020 HS128
- 2020 HU128
- 2020 HV128
- 2020 HW128
- 2020 HX128
- 2020 HY128
- 2020 HA129
- 2020 HB129
- 2020 HC129
- 2020 HD129
- 2020 HE129
- 2020 HF129
- 2020 HG129
- 2020 HJ129
- 2020 HK129
- 2020 HL129
- 2020 HM129
- 2020 HN129
- 2020 HO129
- 2020 HP129
- 2020 HQ129
- 2020 HR129
- 2020 HS129
- 2020 HT129
- 2020 HU129
- 2020 HW129
- 2020 HX129
- 2020 HY129
- 2020 HZ129
- 2020 HA130
- 2020 HB130
- 2020 HD130
- 2020 HE130
- 2020 HF130
- 2020 HG130
- 2020 HH130
- 2020 HL130
- 2020 HM130
- 2020 HN130
- 2020 HQ130
- 2020 HR130
- 2020 HS130
- 2020 HT130
- 2020 HU130
- 2020 HV130
- 2020 HW130
- 2020 HX130
- 2020 HY130
- 2020 HZ130
- 2020 HA131
- 2020 HC131
- 2020 HD131
- 2020 HE131
- 2020 HF131
- 2020 HG131
- 2020 HH131
- 2020 HJ131
- 2020 HK131
- 2020 HL131
- 2020 HM131
- 2020 HN131
- 2020 HO131
- 2020 HP131
- 2020 HQ131
- 2020 HR131
- 2020 HS131
- 2020 HT131
- 2020 HU131
- 2020 HV131
- 2020 HX131
- 2020 HY131
- 2020 HZ131
- 2020 HA132
- 2020 HB132
- 2020 HC132
- 2020 HD132
- 2020 HE132
- 2020 HF132
- 2020 HG132
- 2020 HK132
- 2020 HL132
- 2020 HM132
- 2020 HN132
- 2020 HO132
- 2020 HP132
- 2020 HQ132
- 2020 HR132
- 2020 HS132
- 2020 HT132
- 2020 HU132
- 2020 HV132
- 2020 HW132
- 2020 HX132
- 2020 HY132
- 2020 HZ132
- 2020 HA133
- 2020 HB133
- 2020 HC133
- 2020 HD133
- 2020 HE133
- 2020 HF133
- 2020 HG133
- 2020 HH133
- 2020 HJ133
- 2020 HK133
- 2020 HL133
- 2020 HM133
- 2020 HN133
- 2020 HO133
- 2020 HP133
- 2020 HQ133
- 2020 HR133
- 2020 HS133
- 2020 HT133
- 2020 HU133
- 2020 HV133
- 2020 HW133
- 2020 HX133
- 2020 HY133
- 2020 HZ133
- 2020 HA134
- 2020 HB134
- 2020 HC134
- 2020 HD134
- 2020 HE134
- 2020 HF134
- 2020 HG134
- 2020 HH134
- 2020 HJ134
- 2020 HK134
- 2020 HL134
- 2020 HM134
- 2020 HN134
- 2020 HO134
- 2020 HP134
- 2020 HQ134
- 2020 HR134
- 2020 HS134
- 2020 HT134
- 2020 HU134
- 2020 HV134
- 2020 HW134
- 2020 HX134
- 2020 HY134
- 2020 HZ134
- 2020 HA135
- 2020 HB135
- 2020 HC135
- 2020 HD135
- 2020 HE135
- 2020 HF135
- 2020 HG135
- 2020 HH135
- 2020 HJ135
- 2020 HK135
- 2020 HL135
- 2020 HM135
- 2020 HN135
- 2020 HO135
- 2020 HP135
- 2020 HQ135
- 2020 HR135
- 2020 HS135
- 2020 HT135
- 2020 HV135
- 2020 HW135
- 2020 HX135
- 2020 HY135
- 2020 HZ135
- 2020 HA136
- 2020 HB136
- 2020 HC136
- 2020 HD136
- 2020 HE136
- 2020 HF136
- 2020 HG136
- 2020 HH136
- 2020 HJ136
- 2020 HK136
- 2020 HL136
- 2020 HM136
- 2020 HN136
- 2020 HO136
- 2020 HP136
- 2020 HQ136
- 2020 HR136
- 2020 HS136
- 2020 HT136
- 2020 HU136
- 2020 HV136
- 2020 HW136
- 2020 HX136
- 2020 HY136
- 2020 HZ136
- 2020 HA137
- 2020 HB137
- 2020 HC137
- 2020 HD137
- 2020 HE137
- 2020 HF137
- 2020 HG137
- 2020 HH137
- 2020 HJ137
- 2020 HK137
- 2020 HL137
- 2020 HM137
- 2020 HN137
- 2020 HP137
- 2020 HR137
- 2020 HS137
- 2020 HU137
- 2020 HV137
- 2020 HW137
- 2020 HX137
- 2020 HY137
- 2020 HZ137
- 2020 HA138
- 2020 HB138
- 2020 HC138
- 2020 HD138
- 2020 HE138
- 2020 HF138
- 2020 HG138
- 2020 HH138
- 2020 HJ138
- 2020 HK138
- 2020 HL138
- 2020 HM138
- 2020 HN138
- 2020 HO138
- 2020 HP138
- 2020 HQ138
- 2020 HR138
- 2020 HS138
- 2020 HU138
- 2020 HV138
- 2020 HW138
- 2020 HX138
- 2020 HZ138
- 2020 HA139
- 2020 HC139
- 2020 HD139
- 2020 HE139
- 2020 HF139
- 2020 HG139
- 2020 HH139
- 2020 HJ139
- 2020 HK139
- 2020 HL139
- 2020 HM139
- 2020 HN139
- 2020 HO139
- 2020 HP139
- 2020 HQ139
- 2020 HR139
- 2020 HS139
- 2020 HT139
- 2020 HU139
- 2020 HV139
- 2020 HW139
- 2020 HX139
- 2020 HY139
- 2020 HZ139
- 2020 HA140
- 2020 HB140
- 2020 HC140
- 2020 HD140
- 2020 HE140
- 2020 HF140
- 2020 HG140
- 2020 HH140
- 2020 HK140
- 2020 HL140
- 2020 HN140
- 2020 HP140
- 2020 HR140
- 2020 HS140
- 2020 HT140
- 2020 HU140
- 2020 HV140
- 2020 HW140
- 2020 HX140
- 2020 HY140
- 2020 HZ140
- 2020 HA141
- 2020 HB141
- 2020 HC141
- 2020 HD141
- 2020 HE141
- 2020 HF141
- 2020 HG141
- 2020 HH141
- 2020 HJ141
- 2020 HK141
- 2020 HL141
- 2020 HM141
- 2020 HN141
- 2020 HO141
- 2020 HP141
- 2020 HQ141
- 2020 HR141
- 2020 HS141
- 2020 HV141
- 2020 HW141
- 2020 HX141
- 2020 HY141
- 2020 HZ141
- 2020 HA142
- 2020 HC142
- 2020 HD142
- 2020 HE142
- 2020 HF142
- 2020 HG142
- 2020 HH142
- 2020 HJ142
- 2020 HK142
- 2020 HL142
- 2020 HM142
- 2020 HN142
- 2020 HO142
- 2020 HP142
- 2020 HQ142
- 2020 HS142
- 2020 HT142
- 2020 HU142
- 2020 HV142
- 2020 HX142
- 2020 HY142
- 2020 HZ142
- 2020 HB143
- 2020 HC143
- 2020 HD143
- 2020 HE143
- 2020 HF143
- 2020 HG143
- 2020 HH143
- 2020 HJ143
- 2020 HK143
- 2020 HL143
- 2020 HM143
- 2020 HN143
- 2020 HO143
- 2020 HP143
- 2020 HQ143
- 2020 HS143
- 2020 HT143
- 2020 HU143
- 2020 HV143
- 2020 HW143
- 2020 HX143
- 2020 HY143
- 2020 HZ143
- 2020 HA144
- 2020 HB144
- 2020 HC144
- 2020 HE144
- 2020 HF144
- 2020 HG144
- 2020 HH144
- 2020 HK144
- 2020 HL144
- 2020 HM144
- 2020 HP144
- 2020 HQ144
- 2020 HR144
- 2020 HS144
- 2020 HT144
- 2020 HU144
- 2020 HV144
- 2020 HW144
- 2020 HY144
- 2020 HZ144
- 2020 HB145
- 2020 HC145
- 2020 HD145
- 2020 HE145
- 2020 HF145
- 2020 HG145
- 2020 HH145
- 2020 HJ145
- 2020 HK145
- 2020 HM145
- 2020 HN145
- 2020 HO145
- 2020 HP145
- 2020 HQ145
- 2020 HR145
- 2020 HS145
- 2020 HT145
- 2020 HU145
- 2020 HV145
- 2020 HW145
- 2020 HX145
- 2020 HY145
- 2020 HZ145
- 2020 HA146
- 2020 HB146
- 2020 HC146
- 2020 HD146
- 2020 HE146
- 2020 HF146
- 2020 HG146
- 2020 HH146
- 2020 HJ146
- 2020 HK146
- 2020 HL146
- 2020 HN146
- 2020 HO146
- 2020 HP146
- 2020 HS146
- 2020 HT146
- 2020 HU146
- 2020 HX146
- 2020 HY146
- 2020 HA147
- 2020 HB147
- 2020 HC147
- 2020 HD147
- 2020 HE147
- 2020 HF147
- 2020 HG147
- 2020 HH147
- 2020 HK147
- 2020 HL147
- 2020 HM147
- 2020 HN147
- 2020 HO147
- 2020 HP147
- 2020 HQ147
- 2020 HR147
- 2020 HS147
- 2020 HT147
- 2020 HU147
- 2020 HV147
- 2020 HW147
- 2020 HX147
- 2020 HY147
- 2020 HZ147
- 2020 HA148
- 2020 HB148
- 2020 HC148
- 2020 HD148
- 2020 HE148
- 2020 HF148
- 2020 HG148
- 2020 HH148
- 2020 HJ148
- 2020 HK148
- 2020 HL148
- 2020 HM148
- 2020 HN148
- 2020 HO148
- 2020 HP148
- 2020 HQ148
- 2020 HR148
- 2020 HS148
- 2020 HT148
- 2020 HU148
- 2020 HV148
- 2020 HW148
- 2020 HX148
- 2020 HY148
- 2020 HZ148
- 2020 HA149
- 2020 HB149
- 2020 HC149
- 2020 HE149
- 2020 HF149
- 2020 HG149
- 2020 HH149
- 2020 HJ149
- 2020 HK149
- 2020 HM149
- 2020 HN149
- 2020 HP149
- 2020 HQ149
- 2020 HR149
- 2020 HS149
- 2020 HT149
- 2020 HU149
- 2020 HV149
- 2020 HW149
- 2020 HX149
- 2020 HY149
- 2020 HZ149
- 2020 HA150
- 2020 HB150
- 2020 HC150
- 2020 HD150
- 2020 HE150
- 2020 HF150
- 2020 HH150
- 2020 HJ150
- 2020 HL150
- 2020 HM150
- 2020 HO150
- 2020 HQ150
- 2020 HR150
- 2020 HS150
- 2020 HT150
- 2020 HU150
- 2020 HV150
- 2020 HW150
- 2020 HX150
- 2020 HY150
- 2020 HZ150
- 2020 HA151
- 2020 HC151
- 2020 HD151
- 2020 HE151
- 2020 HF151
- 2020 HH151
- 2020 HJ151
- 2020 HK151
- 2020 HL151
- 2020 HM151
- 2020 HN151
- 2020 HO151
- 2020 HP151
- 2020 HQ151
- 2020 HR151
- 2020 HS151
- 2020 HT151
- 2020 HU151
- 2020 HV151
- 2020 HX151
- 2020 HY151
- 2020 HZ151
- 2020 HB152
- 2020 HC152
- 2020 HD152
- 2020 HE152
- 2020 HF152
- 2020 HG152
- 2020 HH152
- 2020 HJ152
- 2020 HK152
- 2020 HL152
- 2020 HM152
- 2020 HN152
- 2020 HO152
- 2020 HP152
- 2020 HQ152
- 2020 HR152
- 2020 HS152
- 2020 HT152
- 2020 HV152
- 2020 HW152
- 2020 HX152
- 2020 HY152
- 2020 HZ152
- 2020 HA153
- 2020 HC153
- 2020 HD153
- 2020 HE153
- 2020 HG153
- 2020 HH153
- 2020 HJ153
- 2020 HK153
- 2020 HN153
- 2020 HO153
- 2020 HP153
- 2020 HQ153
- 2020 HR153
- 2020 HS153
- 2020 HT153
- 2020 HU153
- 2020 HV153
- 2020 HW153
- 2020 HX153
- 2020 HY153
- 2020 HZ153
- 2020 HA154
- 2020 HB154
- 2020 HC154
- 2020 HD154
- 2020 HE154
- 2020 HG154
- 2020 HH154
- 2020 HJ154
- 2020 HK154
- 2020 HL154
- 2020 HM154
- 2020 HN154
- 2020 HO154
- 2020 HP154
- 2020 HQ154
- 2020 HS154
- 2020 HU154
- 2020 HV154
- 2020 HW154
- 2020 HY154
- 2020 HZ154
- 2020 HA155
- 2020 HB155
- 2020 HC155
- 2020 HD155
- 2020 HE155
- 2020 HF155
- 2020 HG155
- 2020 HH155
- 2020 HK155
- 2020 HL155
- 2020 HM155
- 2020 HN155
- 2020 HO155
- 2020 HP155
- 2020 HQ155
- 2020 HR155
- 2020 HS155
- 2020 HT155
- 2020 HU155
- 2020 HV155
- 2020 HW155
- 2020 HX155
- 2020 HY155
- 2020 HZ155
- 2020 HA156
- 2020 HB156
- 2020 HC156
- 2020 HD156
- 2020 HE156
- 2020 HG156
- 2020 HH156
- 2020 HJ156
- 2020 HK156
- 2020 HL156
- 2020 HM156
- 2020 HN156
- 2020 HO156
- 2020 HP156
- 2020 HQ156
- 2020 HR156
- 2020 HT156
- 2020 HU156
- 2020 HV156
- 2020 HW156
- 2020 HX156
- 2020 HY156
- 2020 HZ156
- 2020 HA157
- 2020 HB157
- 2020 HD157
- 2020 HE157
- 2020 HF157
- 2020 HG157
- 2020 HH157
- 2020 HJ157
- 2020 HK157
- 2020 HL157
- 2020 HM157
- 2020 HN157
- 2020 HO157
- 2020 HP157
- 2020 HQ157
- 2020 HR157
- 2020 HS157
- 2020 HT157
- 2020 HV157
- 2020 HW157
- 2020 HX157
- 2020 HY157
- 2020 HZ157
- 2020 HA158
- 2020 HB158
- 2020 HC158
- 2020 HD158
- 2020 HE158
- 2020 HF158
- 2020 HG158
- 2020 HH158
- 2020 HK158
- 2020 HM158
- 2020 HN158
- 2020 HO158
- 2020 HP158
- 2020 HQ158
- 2020 HR158
- 2020 HS158
- 2020 HT158
- 2020 HU158
- 2020 HV158
- 2020 HW158
- 2020 HX158
- 2020 HY158
- 2020 HZ158
- 2020 HA159
- 2020 HB159
- 2020 HC159
- 2020 HD159
- 2020 HE159
- 2020 HF159
- 2020 HG159
- 2020 HH159
- 2020 HJ159
- 2020 HK159
- 2020 HL159
- 2020 HM159
- 2020 HN159
- 2020 HO159
- 2020 HQ159
- 2020 HR159
- 2020 HS159
- 2020 HT159
- 2020 HU159
- 2020 HV159
- 2020 HW159
- 2020 HY159
- 2020 HZ159
- 2020 HB160
- 2020 HC160
- 2020 HE160
- 2020 HF160
- 2020 HH160
- 2020 HJ160
- 2020 HM160
- 2020 HN160
- 2020 HP160
- 2020 HQ160
- 2020 HR160
- 2020 HS160
- 2020 HT160
- 2020 HU160
- 2020 HV160
- 2020 HW160
- 2020 HX160
- 2020 HZ160
- 2020 HA161
- 2020 HB161
- 2020 HC161
- 2020 HD161
- 2020 HF161
- 2020 HG161
- 2020 HH161
- 2020 HJ161
- 2020 HK161
- 2020 HL161
- 2020 HM161
- 2020 HN161
- 2020 HP161
- 2020 HQ161
- 2020 HS161
- 2020 HT161
- 2020 HV161
- 2020 HW161
- 2020 HX161
- 2020 HY161
- 2020 HZ161
- 2020 HA162
- 2020 HB162
- 2020 HD162
- 2020 HE162
- 2020 HG162
- 2020 HH162
- 2020 HJ162
- 2020 HK162
- 2020 HL162
- 2020 HM162
- 2020 HO162
- 2020 HQ162
- 2020 HR162
- 2020 HS162
- 2020 HT162
- 2020 HV162
- 2020 HW162
- 2020 HX162
- 2020 HY162
- 2020 HA163
- 2020 HB163
- 2020 HD163
- 2020 HE163
- 2020 HF163
- 2020 HG163
- 2020 HH163
- 2020 HJ163
- 2020 HK163
- 2020 HL163
- 2020 HM163
- 2020 HN163
- 2020 HO163
- 2020 HP163
- 2020 HR163
- 2020 HS163
- 2020 HT163
- 2020 HU163
- 2020 HW163
- 2020 HX163
- 2020 HY163
- 2020 HZ163
- 2020 HA164
- 2020 HB164
- 2020 HC164
- 2020 HD164
- 2020 HE164
- 2020 HF164
- 2020 HG164
- 2020 HJ164
- 2020 HK164
- 2020 HL164
- 2020 HM164
- 2020 HN164
- 2020 HO164
- 2020 HQ164
- 2020 HR164
- 2020 HS164
- 2020 HT164
- 2020 HU164
- 2020 HV164
- 2020 HW164
- 2020 HX164
- 2020 HY164
- 2020 HZ164
- 2020 HA165
- 2020 HC165
- 2020 HD165
- 2020 HE165
- 2020 HG165
- 2020 HH165
- 2020 HK165
- 2020 HM165
- 2020 HO165
- 2020 HR165
- 2020 HS165
- 2020 HU165
- 2020 HV165
- 2020 HW165
- 2020 HY165
- 2020 HZ165
- 2020 HA166
- 2020 HB166
- 2020 HD166
- 2020 HG166
- 2020 HH166
- 2020 HJ166
- 2020 HK166
- 2020 HL166
- 2020 HM166
- 2020 HN166
- 2020 HO166
- 2020 HP166
- 2020 HS166
- 2020 HT166
- 2020 HU166
- 2020 HV166
- 2020 HX166
- 2020 HY166
- 2020 HZ166
- 2020 HB167
- 2020 HC167
- 2020 HD167
- 2020 HE167
- 2020 HF167
- 2020 HG167
- 2020 HH167
- 2020 HJ167
- 2020 HL167
- 2020 HN167
- 2020 HP167
- 2020 HQ167
- 2020 HR167
- 2020 HT167
- 2020 HU167
- 2020 HV167
- 2020 HW167
- 2020 HX167
- 2020 HY167
- 2020 HZ167
- 2020 HA168
- 2020 HB168
- 2020 HD168
- 2020 HE168
- 2020 HF168
- 2020 HG168
- 2020 HH168
- 2020 HJ168
- 2020 HL168
- 2020 HM168
- 2020 HN168
- 2020 HO168
- 2020 HP168
- 2020 HQ168
- 2020 HR168
- 2020 HS168
- 2020 HT168
- 2020 HU168
- 2020 HV168
- 2020 HW168
- 2020 HX168
- 2020 HY168
- 2020 HZ168
- 2020 HA169
- 2020 HB169
- 2020 HC169
- 2020 HD169
- 2020 HE169
- 2020 HF169
- 2020 HG169
- 2020 HH169
- 2020 HJ169
- 2020 HL169
- 2020 HM169
- 2020 HN169
- 2020 HO169
- 2020 HP169
- 2020 HR169
- 2020 HS169
- 2020 HU169
- 2020 HV169
- 2020 HW169
- 2020 HX169
- 2020 HY169
- 2020 HZ169
- 2020 HA170
- 2020 HB170
- 2020 HC170
- 2020 HD170
- 2020 HE170
- 2020 HF170
- 2020 HG170
- 2020 HH170
- 2020 HJ170
- 2020 HK170
- 2020 HL170
- 2020 HM170
- 2020 HN170
- 2020 HO170
- 2020 HP170
- 2020 HQ170
- 2020 HR170
- 2020 HS170
- 2020 HT170
- 2020 HU170
- 2020 HV170
- 2020 HX170
- 2020 HY170
- 2020 HZ170
- 2020 HA171
- 2020 HB171
- 2020 HC171
- 2020 HD171
- 2020 HE171
- 2020 HF171
- 2020 HG171
- 2020 HH171
- 2020 HJ171
- 2020 HK171
- 2020 HL171
- 2020 HM171
- 2020 HN171
- 2020 HO171
- 2020 HP171
- 2020 HQ171
- 2020 HR171
- 2020 HS171
- 2020 HT171
- 2020 HU171
- 2020 HV171
- 2020 HW171
- 2020 HX171
- 2020 HY171
- 2020 HZ171
- 2020 HA172
- 2020 HB172
- 2020 HC172
- 2020 HD172
- 2020 HE172
- 2020 HF172
- 2020 HG172
- 2020 HH172
- 2020 HJ172
- 2020 HK172
- 2020 HL172
- 2020 HM172
- 2020 HO172
- 2020 HP172
- 2020 HQ172
- 2020 HR172
- 2020 HS172
- 2020 HT172
- 2020 HU172
- 2020 HV172
- 2020 HW172
- 2020 HX172
- 2020 HY172
- 2020 HZ172
- 2020 HA173
- 2020 HB173
- 2020 HC173
- 2020 HD173
- 2020 HE173
- 2020 HF173
- 2020 HG173
- 2020 HH173
- 2020 HJ173
- 2020 HK173
- 2020 HL173
- 2020 HM173
- 2020 HN173
- 2020 HO173
- 2020 HP173
- 2020 HQ173
- 2020 HR173
- 2020 HS173
- 2020 HT173
- 2020 HV173
- 2020 HW173
- 2020 HX173
- 2020 HY173
- 2020 HZ173
- 2020 HA174
- 2020 HB174
- 2020 HC174
- 2020 HD174
- 2020 HE174
- 2020 HF174
- 2020 HG174
- 2020 HH174
- 2020 HJ174
- 2020 HK174
- 2020 HL174
- 2020 HM174
- 2020 HN174
- 2020 HO174
- 2020 HP174
- 2020 HQ174
- 2020 HR174
- 2020 HS174
- 2020 HT174
- 2020 HU174
- 2020 HV174
- 2020 HW174
- 2020 HX174
- 2020 HY174
- 2020 HZ174
- 2020 HA175
- 2020 HB175
- 2020 HC175
- 2020 HD175
- 2020 HE175
- 2020 HF175
- 2020 HG175
- 2020 HH175
- 2020 HJ175
- 2020 HK175
- 2020 HL175
- 2020 HM175
- 2020 HN175
- 2020 HO175
- 2020 HP175
- 2020 HQ175
- 2020 HR175
- 2020 HS175
- 2020 HT175
- 2020 HU175
- 2020 HV175
- 2020 HW175
- 2020 HX175
- 2020 HY175
- 2020 HZ175
- 2020 HA176
- 2020 HB176
- 2020 HC176
- 2020 HD176
- 2020 HE176
- 2020 HF176
- 2020 HG176
- 2020 HH176
- 2020 HJ176
- 2020 HK176
- 2020 HL176
- 2020 HM176
- 2020 HN176
- 2020 HO176
- 2020 HP176
- 2020 HQ176
- 2020 HR176
- 2020 HS176
- 2020 HT176
- 2020 HU176
- 2020 HV176
- 2020 HW176
- 2020 HX176
- 2020 HY176
- 2020 HZ176
- 2020 HA177
- 2020 HB177
- 2020 HC177
- 2020 HD177
- 2020 HE177
- 2020 HF177
- 2020 HG177
- 2020 HH177
- 2020 HJ177
- 2020 HK177
- 2020 HL177
- 2020 HM177
- 2020 HN177
- 2020 HO177
- 2020 HP177
- 2020 HQ177
- 2020 HR177
- 2020 HS177
- 2020 HT177
- 2020 HU177
- 2020 HV177
- 2020 HW177
- 2020 HX177
- 2020 HY177
- 2020 HZ177
- 2020 HA178
- 2020 HB178
- 2020 HC178
- 2020 HD178
- 2020 HE178
- 2020 HF178
- 2020 HG178
- 2020 HH178
- 2020 HJ178
- 2020 HK178
- 2020 HL178
- 2020 HM178
- 2020 HN178
- 2020 HO178
- 2020 HP178
- 2020 HQ178
- 2020 HR178
- 2020 HS178
- 2020 HT178
- 2020 HU178
- 2020 HV178
- 2020 HW178
- 2020 HX178
- 2020 HY178
- 2020 HZ178
- 2020 HA179
- 2020 HB179
- 2020 HC179
- 2020 HE179
- 2020 HF179
- 2020 HG179
- 2020 HJ179
- 2020 HK179
- 2020 HL179
- 2020 HM179
- 2020 HN179
- 2020 HO179
- 2020 HP179
- 2020 HR179
- 2020 HS179
- 2020 HT179
- 2020 HU179
- 2020 HV179
- 2020 HW179
- 2020 HX179
- 2020 HY179
- 2020 HA180
- 2020 HC180
- 2020 HD180
- 2020 HF180
- 2020 HG180
- 2020 HH180
- 2020 HJ180
- 2020 HL180
- 2020 HM180
- 2020 HN180
- 2020 HO180
- 2020 HQ180
- 2020 HR180
- 2020 HS180
- 2020 HT180
- 2020 HU180
- 2020 HV180
- 2020 HW180
- 2020 HX180
- 2020 HY180
- 2020 HZ180
- 2020 HA181
- 2020 HB181
- 2020 HC181
- 2020 HD181
- 2020 HE181
- 2020 HF181
- 2020 HG181
- 2020 HH181
- 2020 HK181
- 2020 HL181
- 2020 HM181
- 2020 HN181
- 2020 HP181
- 2020 HQ181
- 2020 HR181
- 2020 HS181
- 2020 HU181
- 2020 HV181
- 2020 HW181
- 2020 HX181
- 2020 HY181
- 2020 HZ181
- 2020 HA182
- 2020 HB182
- 2020 HC182
- 2020 HD182
- 2020 HE182
- 2020 HF182
- 2020 HG182
- 2020 HH182
- 2020 HJ182
- 2020 HK182
- 2020 HL182
- 2020 HM182
- 2020 HN182
- 2020 HO182
- 2020 HP182
- 2020 HR182
- 2020 HS182
- 2020 HT182
- 2020 HV182
- 2020 HW182
- 2020 HX182
- 2020 HY182
- 2020 HZ182
- 2020 HA183
- 2020 HB183
- 2020 HC183
- 2020 HD183
- 2020 HE183
- 2020 HF183
- 2020 HG183
- 2020 HH183
- 2020 HJ183
- 2020 HK183
- 2020 HL183
- 2020 HM183
- 2020 HN183
- 2020 HO183
- 2020 HP183
- 2020 HQ183
- 2020 HR183
- 2020 HS183
- 2020 HT183
- 2020 HU183
- 2020 HV183
- 2020 HW183
- 2020 HX183
- 2020 HY183
- 2020 HZ183
- 2020 HA184
- 2020 HB184
- 2020 HD184
- 2020 HE184
- 2020 HF184
- 2020 HJ184
- 2020 HK184
- 2020 HL184
- 2020 HN184
- 2020 HO184
- 2020 HP184
- 2020 HQ184
- 2020 HR184
- 2020 HS184
- 2020 HT184
- 2020 HU184
- 2020 HV184
- 2020 HW184
- 2020 HX184
- 2020 HY184
- 2020 HZ184
- 2020 HA185
- 2020 HB185
- 2020 HC185
- 2020 HD185
- 2020 HE185
- 2020 HF185
- 2020 HG185
- 2020 HH185
- 2020 HJ185
- 2020 HK185
- 2020 HL185
- 2020 HM185
- 2020 HN185
- 2020 HP185
- 2020 HQ185
- 2020 HR185
- 2020 HS185
- 2020 HT185
- 2020 HU185
- 2020 HV185
- 2020 HW185
- 2020 HX185
- 2020 HY185
- 2020 HZ185
- 2020 HA186
- 2020 HB186
- 2020 HC186
- 2020 HD186
- 2020 HE186
- 2020 HF186
- 2020 HG186
- 2020 HH186
- 2020 HJ186
- 2020 HK186
- 2020 HL186
- 2020 HM186
- 2020 HN186
- 2020 HO186
- 2020 HP186
- 2020 HQ186
- 2020 HR186
- 2020 HS186
- 2020 HT186
- 2020 HU186
- 2020 HV186
- 2020 HW186
- 2020 HX186
- 2020 HY186
- 2020 HZ186
- 2020 HA187
- 2020 HB187
- 2020 HC187
- 2020 HD187
- 2020 HF187
- 2020 HG187
- 2020 HH187
- 2020 HJ187
- 2020 HK187
- 2020 HL187
- 2020 HM187
- 2020 HN187
- 2020 HO187
- 2020 HP187
- 2020 HQ187
- 2020 HR187
- 2020 HS187
- 2020 HT187
- 2020 HU187
- 2020 HV187
- 2020 HW187
- 2020 HX187
- 2020 HY187
- 2020 HZ187
- 2020 HA188
- 2020 HB188
- 2020 HC188
- 2020 HD188
- 2020 HE188
- 2020 HF188
- 2020 HG188
- 2020 HH188
- 2020 HJ188
- 2020 HK188
- 2020 HL188
- 2020 HM188
- 2020 HN188
- 2020 HO188
- 2020 HP188
- 2020 HQ188
- 2020 HR188
- 2020 HS188
- 2020 HT188
- 2020 HU188
- 2020 HV188
- 2020 HW188
- 2020 HX188
- 2020 HY188
- 2020 HZ188
- 2020 HA189
- 2020 HB189
- 2020 HC189
- 2020 HD189
- 2020 HE189
- 2020 HF189
- 2020 HG189
- 2020 HH189
- 2020 HJ189
- 2020 HK189
- 2020 HL189
- 2020 HM189
- 2020 HN189
- 2020 HP189
- 2020 HQ189
- 2020 HR189
- 2020 HS189
- 2020 HT189
- 2020 HU189
- 2020 HV189
- 2020 HW189
- 2020 HX189
- 2020 HY189
- 2020 HZ189
- 2020 HA190
- 2020 HB190
- 2020 HC190
- 2020 HD190
- 2020 HE190
- 2020 HF190
- 2020 HG190
- 2020 HH190
- 2020 HJ190
- 2020 HK190
- 2020 HL190
- 2020 HM190
- 2020 HN190
- 2020 HO190
- 2020 HP190
- 2020 HQ190
- 2020 HR190
- 2020 HS190
- 2020 HT190
- 2020 HU190
- 2020 HV190
- 2020 HW190
- 2020 HX190
- 2020 HY190
- 2020 HZ190
- 2020 HA191
- 2020 HB191
- 2020 HC191
- 2020 HD191
- 2020 HE191
- 2020 HF191
- 2020 HG191
- 2020 HJ191
- 2020 HK191
- 2020 HL191
- 2020 HM191
- 2020 HN191
- 2020 HP191
- 2020 HQ191
- 2020 HR191
- 2020 HS191
- 2020 HU191
- 2020 HV191
- 2020 HW191
- 2020 HX191
- 2020 HY191
- 2020 HZ191
- 2020 HA192
- 2020 HB192
- 2020 HC192
- 2020 HD192
- 2020 HE192
- 2020 HF192
- 2020 HG192
- 2020 HH192
- 2020 HJ192
- 2020 HK192
- 2020 HL192
- 2020 HM192
- 2020 HN192
- 2020 HO192
- 2020 HP192
- 2020 HQ192
- 2020 HR192
- 2020 HS192
- 2020 HT192
- 2020 HU192
- 2020 HV192
- 2020 HX192
- 2020 HY192
- 2020 HZ192
- 2020 HA193
- 2020 HB193
- 2020 HC193
- 2020 HD193
- 2020 HE193
- 2020 HF193
- 2020 HG193
- 2020 HH193
- 2020 HJ193
- 2020 HK193
- 2020 HL193
- 2020 HM193
- 2020 HN193
- 2020 HO193
- 2020 HP193
- 2020 HQ193
- 2020 HR193
- 2020 HS193
- 2020 HT193
- 2020 HU193
- 2020 HV193
- 2020 HW193
- 2020 HX193
- 2020 HY193
- 2020 HZ193
- 2020 HA194
- 2020 HB194
- 2020 HC194
- 2020 HD194
- 2020 HE194
- 2020 HG194
- 2020 HH194
- 2020 HJ194
- 2020 HK194
- 2020 HL194
- 2020 HM194
- 2020 HN194
- 2020 HO194
- 2020 HP194
- 2020 HQ194
- 2020 HR194
- 2020 HS194
- 2020 HT194
- 2020 HU194
- 2020 HV194
- 2020 HW194
- 2020 HX194
- 2020 HY194
- 2020 HZ194
- 2020 HA195
- 2020 HB195
- 2020 HC195
- 2020 HD195
- 2020 HF195
- 2020 HG195
- 2020 HH195
- 2020 HJ195
- 2020 HK195
- 2020 HL195
- 2020 HM195
- 2020 HN195
- 2020 HO195
- 2020 HP195
- 2020 HQ195
- 2020 HR195
- 2020 HT195
- 2020 HU195
- 2020 HV195
- 2020 HW195
- 2020 HX195
- 2020 HY195
- 2020 HZ195
- 2020 HA196
- 2020 HB196
- 2020 HC196
- 2020 HD196
- 2020 HE196
- 2020 HF196
- 2020 HG196
- 2020 HH196
- 2020 HJ196
- 2020 HK196
- 2020 HL196
- 2020 HM196
- 2020 HN196
- 2020 HO196
- 2020 HP196
- 2020 HQ196
- 2020 HR196
- 2020 HT196
- 2020 HU196
- 2020 HV196
- 2020 HW196
- 2020 HX196
- 2020 HY196
- 2020 HZ196
- 2020 HA197
- 2020 HB197
- 2020 HC197
- 2020 HD197
- 2020 HE197
- 2020 HF197
- 2020 HG197
- 2020 HH197
- 2020 HJ197
- 2020 HK197
- 2020 HL197
- 2020 HM197
- 2020 HN197
- 2020 HO197
- 2020 HP197
- 2020 HQ197
- 2020 HR197
- 2020 HS197
- 2020 HT197
- 2020 HU197
- 2020 HV197
- 2020 HW197
- 2020 HX197
- 2020 HY197
- 2020 HZ197
- 2020 HA198
- 2020 HB198
- 2020 HC198
- 2020 HD198
- 2020 HE198
- 2020 HF198
- 2020 HG198
- 2020 HH198
- 2020 HJ198
- 2020 HK198
- 2020 HL198
- 2020 HM198
- 2020 HN198
- 2020 HO198
- 2020 HP198
- 2020 HQ198
- 2020 HR198
- 2020 HS198
- 2020 HT198
- 2020 HU198
- 2020 HV198
- 2020 HW198
- 2020 HX198
- 2020 HY198
- 2020 HZ198
- 2020 HA199
- 2020 HB199
- 2020 HC199
- 2020 HD199
- 2020 HE199
- 2020 HF199
- 2020 HG199
- 2020 HH199
- 2020 HJ199
- 2020 HK199
- 2020 HL199
- 2020 HM199
- 2020 HN199
- 2020 HO199
- 2020 HP199
- 2020 HQ199
- 2020 HR199
- 2020 HS199
- 2020 HT199
- 2020 HU199
- 2020 HV199
- 2020 HW199
- 2020 HX199
- 2020 HY199
- 2020 HZ199
- 2020 HA200
- 2020 HB200
- 2020 HC200
- 2020 HD200
- 2020 HE200
- 2020 HF200
- 2020 HG200
- 2020 HH200
- 2020 HJ200
- 2020 HK200
- 2020 HL200
- 2020 HM200
- 2020 HN200
- 2020 HO200
- 2020 HP200
- 2020 HQ200
- 2020 HR200
- 2020 HS200
- 2020 HT200
- 2020 HU200
- 2020 HV200
- 2020 HW200
- 2020 HY200
- 2020 HZ200
- 2020 HA201
- 2020 HB201
- 2020 HC201
- 2020 HD201
- 2020 HE201
- 2020 HF201
- 2020 HG201
- 2020 HH201
- 2020 HJ201
- 2020 HK201
- 2020 HL201
- 2020 HM201
- 2020 HN201
- 2020 HO201
- 2020 HP201
- 2020 HQ201
- 2020 HR201
- 2020 HS201
- 2020 HT201
- 2020 HU201
- 2020 HV201
- 2020 HW201
- 2020 HX201
- 2020 HY201
- 2020 HZ201
- 2020 HA202
- 2020 HB202
- 2020 HC202
- 2020 HD202
- 2020 HE202
- 2020 HF202
- 2020 HG202
- 2020 HJ202
- 2020 HK202
- 2020 HL202
- 2020 HM202
- 2020 HN202
- 2020 HO202
- 2020 HP202
- 2020 HQ202
- 2020 HS202
- 2020 HT202
- 2020 HU202
- 2020 HV202
- 2020 HW202
- 2020 HX202
- 2020 HY202
- 2020 HZ202
- 2020 HA203
- 2020 HB203
- 2020 HC203
- 2020 HD203
- 2020 HE203
- 2020 HF203
- 2020 HG203
- 2020 HH203
- 2020 HJ203
- 2020 HK203
- 2020 HL203
- 2020 HM203
- 2020 HN203
- 2020 HO203
- 2020 HP203
- 2020 HQ203
- 2020 HR203
- 2020 HS203
- 2020 HT203
- 2020 HU203
- 2020 HV203
- 2020 HW203
- 2020 HX203
- 2020 HY203
- 2020 HZ203
- 2020 HA204
- 2020 HB204
- 2020 HC204
- 2020 HD204
- 2020 HE204
- 2020 HF204
- 2020 HG204
- 2020 HH204
- 2020 HJ204
- 2020 HK204
- 2020 HL204
- 2020 HM204
- 2020 HN204
- 2020 HO204
- 2020 HP204
- 2020 HQ204
- 2020 HR204
- 2020 HS204
- 2020 HT204
- 2020 HU204
- 2020 HV204
- 2020 HW204
- 2020 HX204
- 2020 HY204
- 2020 HZ204
- 2020 HA205
- 2020 HB205
- 2020 HC205
- 2020 HD205
- 2020 HE205
- 2020 HF205
- 2020 HG205
- 2020 HH205
- 2020 HJ205
- 2020 HK205
- 2020 HL205
- 2020 HM205
- 2020 HN205
- 2020 HO205
- 2020 HP205
- 2020 HQ205
- 2020 HR205
- 2020 HS205
- 2020 HT205
- 2020 HU205
- 2020 HW205
- 2020 HX205
- 2020 HY205
- 2020 HZ205
- 2020 HA206
- 2020 HB206
- 2020 HC206
- 2020 HD206
- 2020 HE206
- 2020 HF206
- 2020 HG206
- 2020 HH206
- 2020 HJ206
- 2020 HK206
- 2020 HL206
- 2020 HM206
- 2020 HN206
- 2020 HP206
- 2020 HQ206
- 2020 HS206
- 2020 HT206
- 2020 HU206
- 2020 HV206
- 2020 HW206
- 2020 HX206
- 2020 HY206
- 2020 HZ206
- 2020 HA207
- 2020 HB207
- 2020 HD207
- 2020 HE207
- 2020 HF207
- 2020 HH207
- 2020 HJ207
- 2020 HK207
- 2020 HL207
- 2020 HM207
- 2020 HN207
- 2020 HO207
- 2020 HP207
- 2020 HQ207
- 2020 HR207
- 2020 HS207
- 2020 HT207
- 2020 HU207
- 2020 HV207
- 2020 HW207
- 2020 HX207
- 2020 HY207
- 2020 HZ207
- 2020 HA208
- 2020 HB208
- 2020 HC208
- 2020 HE208
- 2020 HF208
- 2020 HG208
- 2020 HH208
- 2020 HJ208
- 2020 HK208
- 2020 HL208
- 2020 HM208
- 2020 HN208
- 2020 HO208
- 2020 HP208
- 2020 HQ208
- 2020 HR208
- 2020 HS208
- 2020 HT208
- 2020 HU208
- 2020 HV208
- 2020 HW208
- 2020 HX208
- 2020 HY208
- 2020 HZ208
- 2020 HA209
- 2020 HB209
- 2020 HC209
- 2020 HD209
- 2020 HE209
- 2020 HF209
- 2020 HG209
- 2020 HH209
- 2020 HJ209
- 2020 HK209
- 2020 HL209
- 2020 HM209
- 2020 HN209
- 2020 HO209
- 2020 HP209
- 2020 HQ209
- 2020 HR209
- 2020 HS209
- 2020 HT209
- 2020 HU209
- 2020 HV209
- 2020 HW209
- 2020 HX209
- 2020 HY209
- 2020 HZ209
- 2020 HA210
- 2020 HC210
- 2020 HD210
- 2020 HE210
- 2020 HF210
- 2020 HG210
- 2020 HH210
- 2020 HJ210
- 2020 HK210
- 2020 HL210
- 2020 HM210
- 2020 HN210
- 2020 HO210
- 2020 HP210
- 2020 HQ210
- 2020 HR210
- 2020 HS210
- 2020 HT210
- 2020 HV210
- 2020 HW210
- 2020 HX210
- 2020 HY210
- 2020 HZ210
- 2020 HA211
- 2020 HB211
- 2020 HC211
- 2020 HD211
- 2020 HE211
- 2020 HF211
- 2020 HG211
- 2020 HH211
- 2020 HJ211
- 2020 HK211
- 2020 HL211
- 2020 HM211
- 2020 HN211
- 2020 HO211
- 2020 HQ211
- 2020 HR211
- 2020 HS211
- 2020 HT211
- 2020 HU211
- 2020 HW211
- 2020 HX211
- 2020 HY211
- 2020 HZ211
- 2020 HA212
- 2020 HB212
- 2020 HC212
- 2020 HD212
- 2020 HE212
- 2020 HF212
- 2020 HG212
- 2020 HH212
- 2020 HJ212